# Kínai uralkodók listája
A Kínai Császárság i. e. 221-ben jött létre Csin Si Huang-ti hódításaival. Addig Kelet- és Északkelet-Kína különböző törzseinek különböző kiterjedésű és szervezetű államai alkották a mai Kína területén lévő ősi királyságokat. Az i. e. 221 előtti államok nem azonosak Kínával, hanem előzményei annak. A közös ezekben az államokban az, hogy már az i. e. 3. évezredben valószínűleg a  mai kínai nyelv ősét beszélték az itt élők. (A rokonsági fokok mindig az elődre vonatkoznak.)

## Az első legendás uralkodók
| uralkodónév név | uralkodónév név | uralkodónév név | posztumusz név                       | posztumusz név                         | posztumusz név      | uralkodási idő  |
| pinjin          | magyaros        | kínai           | pinjin                               | magyaros                               | kínai               | uralkodási idő  |
| --------------- | --------------- | --------------- | ------------------------------------ | -------------------------------------- | ------------------- | --------------- |
| Nǚwā            | Nü-va           | 女媧            |                                      |                                        |                     | 180 000 év      |
| Yǒucháo         | Ju-csao         | 有巢            |                                      |                                        |                     | 110 000 év      |
| Suìrén          | Szuj-zsen       | 燧人            |                                      |                                        |                     | 456 000 év      |
| Shénnóng        | Sen-nung        | 神農            | Wǔgǔ Xiāndì                          | Vu-ku Hszien-ti                        | 五谷先帝            | 5000 év         |
| Pángǔ           | Pan-ku          | 盤古            |                                      |                                        |                     | 18 000 év       |
| Fúxī            | Fu-hszi         | 伏羲            |                                      |                                        |                     | i. e. 2852–2737 |
| Yándì           | Jen-ti          | 炎帝            | Yáng Tóu Shān                        | Jang Tou-san                           | 羊頭山              | i. e. 2737–2699 |
| Huángdì         | Huang-ti        | 黃帝            | Xuān Yuán Shì Gōng Sūn Yǒu Xióng Shì | Hszüan Juan-si Kung-szun Ju Hsziung-si | 軒轅氏 公孫 有熊氏  | i. e. 2699–2588 |
| Shǎohào         | Sao-hao         | 少昊            | Xuánxiā                              | Hszüan-hszia                           | 玄囂                | i. e. 2587–2494 |
| Zhuānxū         | Csuan-hszü      | 顓頊            | Gāoyáng                              | Kao-jang                               | 高陽                | i. e. 2490–2413 |
| Dì Kù           | Ti Ku           | 帝嚳            | Gāo Xīnshì                           | Kao Hszin-si                           | 高辛氏              | i. e. 2412–2343 |
| Dì Zhì          | Ti Cse          | 帝摯            | Qīng Yángshì                         | Csing Jang-si                          | 青陽氏              | i. e. 2343–2333 |
| Yáo             | Jao             | 堯              | Yī Qí Táo Táng Fàng Xūn Táng Yáo     | Ji-csi Tao-tang Fang-hszün Tang-jao    | 伊祁 陶唐 放勳 唐堯 | i. e. 2333–2234 |
| Dì Shùn         | Ti Sun          | 帝舜            | Zhònghuá Dàshùn Yúshùn               | Csung-hua Ta-sun Jü-sun                | 重華 大舜 虞舜      | i. e. 2233–2184 |
| Dàyǔ            | Ta-jü           | 大禹            |                                      |                                        |                     | i. e. 2183–2177 |

## Hszia-dinasztia (i. e. 21. század – i. e. 1600)
A Hszia-dinasztia (Xia-dinasztia) az első uralkodóház a Sárga-folyó völgyében, amelyről a kínai krónikák beszámolnak.
| uralkodási név              | uralkodási név              | uralkodási név              | személynév                  | személynév                  | személynév                  | mai számítások szerint                           | hagyományosan   | megjegyzés                                                 |
| pinjin                      | magyaros                    | kínai                       | pinjin                      | magyaros                    | kínai                       | mai számítások szerint                           | hagyományosan   | megjegyzés                                                 |
| --------------------------- | --------------------------- | --------------------------- | --------------------------- | --------------------------- | --------------------------- | ------------------------------------------------ | --------------- | ---------------------------------------------------------- |
| Dà Yǔ                       | Ta-jü                       | 大禹                        | Yǔ                          | Jü                          | 禹                          | i. e. 22–21. század                              | i. e. 2205–2147 | Lásd a mitikus királyoknál, a kronológia végig bizonytalan |
| Xià Qǐ                      | Csi                         | 夏啓                        | Qǐ                          | Csi                         | 啓 / 启                     | 8–9 év                                           | i. e. 2146–2117 | Jü fia.                                                    |
| Tài Kāng                    | Taj Kang                    | 太康                        | Kāng                        | Kang                        | 康                          |                                                  | i. e. 2117–2088 | Hszia Csi fia                                              |
| Zhòng Kāng                  | Csung Kang                  | 仲康                        | Kāng                        | Kang                        | 康                          |                                                  | i. e. 2088–2075 | Taj Kang testvére                                          |
| Dì Xiāng                    | Hsziang                     | 帝相                        | Xiāng                       | Hsziang                     | 相                          | i. e. 3–2. évezred fordulója előtt 28 évnél több | i. e. 2075–2047 | Csung Kang fia                                             |
| négy évtizednyi interregnum | négy évtizednyi interregnum | négy évtizednyi interregnum | négy évtizednyi interregnum | négy évtizednyi interregnum | négy évtizednyi interregnum | i. e. 2. évezred vége                            | i. e. 2047–2007 | Han Cso és fiai lázadása                                   |
| Shào Kāng                   | Sao Kang                    | 少康                        | Sì                          | Szi                         | 姒                          | 20–21 év                                         | i. e. 2007–1985 | Hsziang fia                                                |
| Zhù                         | Csu                         | 杼                          |                             |                             |                             | 17 év                                            | i. e. 1985–1968 | Sao Kang fia                                               |
| Huái                        | Huaj                        | 槐                          |                             |                             |                             | 26 / 44 év                                       | i. e. 1968–1924 | Csu fia                                                    |
| Máng                        | Mang                        | 芒                          |                             |                             |                             | 18 / 33 év                                       | i. e. 1924–1906 | Huaj fia                                                   |
| Xiè                         | Hszie                       | 泄 / 洩                     |                             |                             |                             | 25 év                                            | i. e. 1906–1890 | Mang fia                                                   |
| Bù Jiàng                    | Pu Csiang                   | 不降                        | Jiàng                       | Csiang                      | 降                          | 59 év                                            | i. e. 1890–1831 | Hszie fia                                                  |
| Jiōng                       | Csiung                      | 扃                          |                             |                             |                             | 21 év                                            | i. e. 1831–1810 | Hszie fia                                                  |
| Yǐn Jiǎ                     | Jin Csia                    | 胤甲                        | Yǐn                         | Jin                         | 胤                          | 21 év                                            | i. e. 1810–1789 | Csiung fia                                                 |
| Kǒng Jiǎ                    | Kung Csia                   | 孔甲                        |                             |                             |                             | 31 év                                            | i. e. 1789–1758 |                                                            |
| Gāo                         | Kao                         | 皋                          |                             |                             |                             | 11 év                                            | i. e. 1758–1747 | Kung Csia fia                                              |
| Hòu Jìng                    | Hou Csing                   | 后敬                        | Fā                          | Fa                          | 發                          | 19 év                                            | i. e. 1747–1728 | A taj-hegyi földrengés alapján i. e. 1831 körül uralkodott |
| Xià Jié                     | Csie                        | 夏桀                        | Lǔ Guǐ                      | Lu Kuj                      | 履癸                        | i. e. 1675 / 1600                                | i. e. 1728–1675 | A mingtiaói csatában a sangok legyőzték                    |

## Sang-dinasztia (i. e. 1600–1046)
A Sang-dinasztia (Shang-dinasztia) a hsziák (xiák) megdöntésével jutott hatalomra, majd a csouk (zhouk) váltották fel őket. A dinasztia Huang-ti (Huang-ti)ig, a legendás „sárga császárig” vezette vissza családfáját.

| személynév        | személynév        | személynév | uralkodói név             | uralkodói név             | uralkodói név    | jóslócsont-név                      | jóslócsont-név                          | jóslócsont-név           | megjegyzés                      | megjegyzés        | megjegyzés        | megjegyzés                                              |
| ----------------- | ----------------- | ---------- | ------------------------- | ------------------------- | ---------------- | ----------------------------------- | --------------------------------------- | ------------------------ | ------------------------------- | ----------------- | ----------------- | ------------------------------------------------------- |
| pinjin            | magyaros          | kínai      | pinjin                    | magyaros                  | kínai            | pinjin                              | magyaros                                | kínai                    |                                 |                   |                   |                                                         |
| ELŐDÖK            |                   |            |                           |                           |                  |                                     |                                         |                          |                                 |                   |                   |                                                         |
|                   |                   |            | Huáng Dì                  | Huang-ti                  | 黃帝             |                                     |                                         |                          | A „Sárga Császár”               | A „Sárga Császár” | A „Sárga Császár” | A „Sárga Császár”                                       |
| Xuán Xiā          | Hszüan Hszia      | 玄囂       |                           |                           |                  |                                     |                                         |                          |                                 |                   |                   |                                                         |
| Jiǎ Jí            | Csia Csi          | 蟜極       |                           |                           |                  |                                     |                                         |                          |                                 |                   |                   |                                                         |
|                   |                   |            | Gāo Xīn                   | Kao Hszin                 | 高辛             |                                     |                                         |                          |                                 |                   |                   |                                                         |
| Qì Xie            | Csi Hszie         | 契 禼      | Shàng Jiǎ                 | Sang Csia                 | 上甲             |                                     |                                         |                          |                                 |                   |                   |                                                         |
| Zhāo Míng         | Csao Ming         | 昭明       |                           |                           |                  |                                     |                                         |                          |                                 |                   |                   |                                                         |
| Xiāng Tǔ          | Hsziang Tu        | 相土       |                           |                           |                  |                                     |                                         |                          |                                 |                   |                   |                                                         |
| Chāng Ruò         | Csang Zso         | 昌若       |                           |                           |                  |                                     |                                         |                          |                                 |                   |                   |                                                         |
| Cáo Yǔ            | Cao Jü            | 曹圉       |                           |                           |                  |                                     |                                         |                          |                                 |                   |                   |                                                         |
| Míng              | Ming              | 冥         |                           |                           |                  |                                     |                                         |                          |                                 |                   |                   |                                                         |
| Zhèn              | Csen              | 振         | Wáng Hài                  | Vang Haj                  | 王亥             |                                     |                                         |                          |                                 |                   |                   |                                                         |
| Wēi Shàng Jiǎ Wēi | Vej Sang-csia Vej | 微 上甲微  | Shàng Jiǎ                 | Sang Csia                 | 上甲             |                                     |                                         |                          |                                 |                   |                   |                                                         |
|                   |                   |            | Bào Dīng                  | Pao Ting                  | 報丁             |                                     |                                         |                          |                                 |                   |                   |                                                         |
|                   |                   |            | Bào Yǐ                    | Pao Ji                    | 報乙             |                                     |                                         |                          |                                 |                   |                   |                                                         |
|                   |                   |            | Bào Bīng                  | Pao Ping                  | 報丙             |                                     |                                         |                          |                                 |                   |                   |                                                         |
|                   |                   |            | Zhǔ Rén                   | Csu Zsen                  | 主壬             | Shì Rén                             | Si Zsen                                 | 示壬                     |                                 |                   |                   |                                                         |
|                   |                   |            | Zhǔ Guǐ                   | Csu Kuj                   | 主癸             | Shì Guǐ                             | Si Kuj                                  | 示癸                     |                                 |                   |                   |                                                         |
| személynév        | személynév        | személynév | uralkodói név             | uralkodói név             | uralkodói név    | jóslócsont-név                      | jóslócsont-név                          | jóslócsont-név           | uralkodott                      | székhely          | székhely          | megjegyzés                                              |
| pinjin            | magyaros          | kínai      | pinjin                    | magyaros                  | kínai            | pinjin                              | magyaros                                | kínai                    | uralkodott                      | pinjin            | magyaros          | megjegyzés                                              |
| URALKODÓK         |                   |            |                           |                           |                  |                                     |                                         |                          |                                 |                   |                   |                                                         |
| Zǐ Lǚ             | Ce Lu             | 子履       | Dà Yǐ Tiān Yǐ             | Ta Ji Tian Ji             | 大乙 天乙        | Chéng Tāng Wǔ Tāng                  | Cseng Tang Vu Tang                      | 成汤 武汤                | 1675–1646 (1766–1754 1754–1742) | Bo Shangyi        | Po Sangji         |                                                         |
|                   |                   |            | Tài Dīng                  | Taj Ting                  | 太丁             | Dà Dīng                             | Ta Ting                                 | 大丁                     | mh. 1645 (1753 1741)            | Bo                | Po                |                                                         |
| Zǐ Shèng          | Ce Seng           | 子勝       | Wài Bǐng                  | Vaj Ping                  | 外丙             | Bǔ Bǐng                             | Pu Ping                                 | 卜丙                     | 2–3 év                          | Bo                | Po                | Tang uralkodásával egy időben                           |
| Zǐ Yōng           | Ce Jung           | 子庸       | Zhōng Rén                 | Cung Zsen                 | 中壬             | Nán Rén                             | Nan Zsen                                | 南壬                     | 4 év                            | Bo                | Po                | Tang uralkodásával egy időben                           |
| Zǐ Zhì            | Ce Cse            | 子至       | Tài Jiǎ                   | Taj Csia                  | 太甲             | Tà Jiǎ Tài Zōng                     | Ta Csia Taj Cung                        | 大甲 太宗                | 12/23 év                        | Bo                | Po                |                                                         |
| Xuàn              | Hszüan            | 绚         | Wò Dīng                   | Vo Ting                   | 沃丁             | Qiāng Dīng                          | Csiang Ting                             | 羌丁                     | 19 év                           | Bo                | Po                |                                                         |
| Zǐ Biàn           | Ce Pien           | 子辨       | Tài Gēng                  | Taj Keng                  | 太庚             | Dà Gēng Xiǎ Gēng Tài Kāng Xiǎ Kāng  | Ta Keng Hszia Keng Taj Kang Hszia Kang  | 大庚 小庚 太康 小康 太甲 | 5 év                            | Bo                | Po                |                                                         |
| Zǐ Gāo            | Ce Kao            | 子高       | Xiǎo Jiǎ                  | Hsziao Csia               | 小甲             |                                     |                                         |                          | 17 év                           | Bo                | Po                |                                                         |
| Zǐ Diàn Zǐ Zhou   | Ce Tien Ce Csou   | 子佃 子伷  | Yōng Jǐ                   | Jung Csi                  | 雍己             | Lǔ: Jǐ                              | Lu Csi                                  | 呂己                     | 12 év                           | Bo                | Po                |                                                         |
| Zǐ Mì Zǐ Zhou     | Ce Mi Ce Csou     | 子密 子伷  | Tài Wù Dà Wù Zhōng Zōng   | Taj Vu Ta Wu Csung Cung   | 太戊 大戊 中宗   | Tiān Wù Zǔ Wù                       | Tien Vu Cu Vu                           | 天戊 祖戊                | 75 év                           | Bo                | Po                |                                                         |
|                   |                   |            |                           |                           |                  | Lǔ Jǐ                               | Lu Csi                                  | 呂己                     |                                 |                   |                   | jóslócsontokon fennmaradt név, talán Jung Csivel azonos |
| Zǐ Zhuāng         | Ce Csuang         | 子庄       | Zhōng Dīng                | Csung Ting                | 仲丁             | Sān Zǔ Dīng                         | Szan-cu Ting                            | 三祖丁                   | 9 év                            | Ao                | Ao                |                                                         |
| Zǐ Fā             | Ce Fa             | 子发       | Wài Rén                   | Vaj Zsen                  | 外壬             | Bǔ Rén                              | Pu Zsen                                 | 卜壬                     | 10 év                           | Ao                | Ao                |                                                         |
| Zǐ Zhěng          | Ce Cseng          | 子整       | Hé Dǎn Jiǎ                | Ho-tan Csia               | 河亶甲           | Jiān Jiǎ                            | Csien Csia                              | 戔甲                     | 9 év                            | Xiang             | Hsziang           |                                                         |
| Zǐ Téng           | Ce Teng           | 子滕       | Zǔ Yǐ Zhōng Zōng Gāo Zǔ   | Cu Ji Csung Cung Kao Cu   | 祖乙 中宗 高祖   | Xià Yǐ Rù Yǐ                        | Hszia Ji Zsu Ji                         | 下乙 入乙                | 19 év                           | Geng              | Keng              |                                                         |
| Zǐ Dàn            | Ce Tan            | 子旦       | Zǔ Xīn                    | Cu Hszin                  | 祖辛             |                                     |                                         |                          | 4 év                            | Bi                | Pi                |                                                         |
| Zǐ Yú             | Ce Jü             | 子逾       | Wò Jiǎ Kāi Jiǎ            | Vo Csia Kaj Csia          | 沃甲 開甲        | Qiāng Jiǎ Lóng Jiǎ                  | Csiang Csia Lung Csia                   | 羌甲 龍甲                | 5 év                            | Bi                | Pi                |                                                         |
| Zǐ Xīn            | Ce Hszin          | 子新       | Zǔ Dīng                   | Cu Ting                   | 祖丁             | Xiǎ Dīng Sì Zǔ Dīng                 | Hszia Ting Sze-cu Ting                  | 小丁 四祖丁              | 9 év                            | Bi                | Pi                |                                                         |
| Gèng              | Keng              | 更         | Nán Gēng Nán Kāng         | Nan Keng Nan Kang         | 南庚 南康        | Zǔ Gēng                             | Cu Keng                                 | 祖庚                     | 6 év                            | Bi Yan            | Pi Jen            |                                                         |
| Hé                | Ho                | 和         | Yáng Jiǎ Hé Jiǎ           | Jang Csia Ho Csia         | 陽甲 和甲 / 魺甲 | Xiàng Jiǎ Kǒu Jiǎ Fù Jiǎ Zǔ Jiǎ     | Hsziang Csia Kou Csia Fu Csia Cu Csia   | 象甲 口甲 父甲 祖甲      | 4 év                            | Yan               | Jen               |                                                         |
| Xún               | Hszün             | 旬         | Pán Gēng                  | Pan Keng                  | 盤庚             | Fù Gēng Zǔ Gēng Sān Zǔ Gēng         | Fu Keng Cu Keng Szan-cu Keng            | 父庚 祖庚 三祖庚         | 1401–1373                       | Yan Shāng         | Jen Sang          | az első történeti király                                |
| Sòng              | Szung             | 子颂       | Xiǎ Xīn                   | Hsziao Hszin              | 小辛             | Fù Xīn Ér Zǔ Xīn                    | Fu Hszin Er-cu Hszin                    | 父辛 二祖辛              | 1373–1353                       | Shāng             | Sang              |                                                         |
| Liǎn              | Lien              | 敛 / 歛    | Xiǎ Yǐ                    | Hsziao Ji                 | 小乙             | Fù Yǐ Xiǎ Zǔ Yǐ Hòu Zǔ Yǐ           | Fu Ji Hszia-cu Ji Hou-cu Ji             | 父乙 小祖乙 后祖乙       | 1352–1325                       | Shāng             | Sang              |                                                         |
| Zǐ Zhāo           | Ce Csao           | 子昭       | Wǔ Dīng Gāozōng           | Vu Ting Kao-cung          | 武丁 高宗        | Fù Dīng Zǔ Dīng Hòu Zǔ Dīng Dì Dīng | Fu Ting Cu Ting Hou-cu Ting Ti Ting     | 父丁 祖丁 后祖丁 帝丁    | 1324–1266 (1238–1180)           | Shāng             | Sang              |                                                         |
|                   |                   |            | Zǔ Jǐ Xià Jǐ              | Cu Csi Hszia Csi          | 祖己             | Fù Jǐ Xiōng Jǐ Xiǎ Wáng Zhōng Jǐ    | Fu Csi Hsziung Csi Hszia Vang Csung Csi | 父己 兄己 小王 中己      |                                 | Shāng             | Sang              |                                                         |
| Yào               | Jao               | 曜         | Zǔ Gēng Zǔ Kāng           | Cu Keng                   | 祖庚 祖康        | Fù Gēng Xiōng Gēng                  | Fu Kang Hsziung Keng                    | 父庚 兄庚                | 1265–1259 (1179–1173)           | Shāng             | Sang              |                                                         |
| Zài               | Caj               | 載         | Zǔ Jiǎ Dì Jiǎ             | Cu Csia Ti Csia           | 祖甲 帝甲        | Fù Jiǎ                              | Fu Csia                                 | 父甲                     | 1258–1226 (1172–1140)           | Shāng             | Sang              |                                                         |
| Xiān              | Hszian            | 先         | Lǐn Xīn Féng Xīn          | Lin Hszin Feng Hszin      | 廩辛 馮辛        | Sān Zǔ Xīn Fù Xīn Xiōng Xīn         | Szan-cu Hszin Fu Hszin Hsziung Hszin    | 三祖辛 父辛 兄辛         | 1225–1220 (1140–1139)           | Shāng             | Sang              |                                                         |
| Xiā / Áo          | Hszia / Ao        | 嚣         | Gēng Dīng Kāng Dīng       | Kang Ting                 | 庚丁 康丁        | Fù Dīng Gēng Zǔ Dīng                | Fu Ting Kang-cu Ting                    | 父丁 庚祖丁              | 1219–1199 (1139–1130)           | Shāng             | Sang              |                                                         |
| Qū                | Csü               | 瞿         | Wǔ Yǐ                     | Vu Ji                     | 武乙             | Fù Yǐ Wǔ Zǔ Yǐ                      | Fu Ji Vu-cu Ji                          | 父乙 武祖乙              | 1198–1195 (1129–1095)           | Shang Hebei       | Sang Hopej        |                                                         |
| Tuō               | To                | 托         | Wén Dīng Tài Dīng Dà Dīng | Ven Ting Taj Ting Ta Ting | 文丁 太丁 大丁   | Fù Dīng Wén Wǔ Dīng                 | Fu Ting Ven-vu Ting                     | 父丁 文武丁              | 13 év                           | Yin               | Jin               |                                                         |
| Xiàn              | Hszian            | 羡         | Dì Yǐ                     | Ti Ji                     | 帝乙             |                                     |                                         |                          | 9 év                            | Yin               | Jin               |                                                         |
| Shòu Zhòu Wáng    | Sou Csou Vang     | 受 紂王    | Dì Xīn                    | Ti Hszin                  | 帝辛             |                                     |                                         |                          | 1098–1046                       | Yin               | Jin               |                                                         |
| Jī Zǐ             | Csi-ce            | 箕子       |                           |                           |                  |                                     |                                         |                          |                                 |                   |                   | Kodzsoszon alapítója a hagyomány szerint                |
| személynév        | személynév        | személynév | uralkodói név             | uralkodói név             | uralkodói név    | jóslócsont-név                      | jóslócsont-név                          | jóslócsont-név           | uralkodott                      | székhely          | székhely          | megjegyzés                                              |
| pinjin            | magyaros          | kínai      | pinjin                    | magyaros                  | kínai            | pinjin                              | magyaros                                | kínai                    | uralkodott                      | pinjin            | magyaros          | megjegyzés                                              |

## Csou-dinasztia (i. e. 1046–256)
A Csou-dinasztia (Zhou-dinasztia) i. e. 1046–256 között uralkodott.
A hagyományos felosztás két szakaszra osztja:
- Hszi Csou (Xī Zhōu) (nyugati, i. e. 1046–771);
- Tung Csou (Dōng Zhōu) (keleti, i. e. 770–256/249).

Az utóbbi szintén két szakaszra oszlik:
- - tavasz és ősz korszak (i. e. 770–476);
  - hadakozó fejedelemségek kora (i. e. 475–256/249).

A hadakozó fejedelemségek kora i. e. 221-ben ért véget, amikor Csin Si Huang-ti (Qín Shǐ Huángdì) legyőzte az összes vetélytársát és egyeduralkodó lett Kínában.
| személynév | személynév                                             | személynév                                             | uralkodói név                                          | uralkodói név                                          | uralkodói név                                          | uralkodott                                             | megjegyzés                                             |
| pinjin | magyaros                                               | kínai                                                  | pinjin                                                 | magyaros                                               | kínai                                                  | uralkodott                                             | megjegyzés                                             |
| Hszi Csou (Xī Zhōu) (西周 nyugati Csou) i. e. 1046–771 | Hszi Csou (Xī Zhōu) (西周 nyugati Csou) i. e. 1046–771 | Hszi Csou (Xī Zhōu) (西周 nyugati Csou) i. e. 1046–771 | Hszi Csou (Xī Zhōu) (西周 nyugati Csou) i. e. 1046–771 | Hszi Csou (Xī Zhōu) (西周 nyugati Csou) i. e. 1046–771 | Hszi Csou (Xī Zhōu) (西周 nyugati Csou) i. e. 1046–771 | Hszi Csou (Xī Zhōu) (西周 nyugati Csou) i. e. 1046–771 | Hszi Csou (Xī Zhōu) (西周 nyugati Csou) i. e. 1046–771 |
| --- | ------------------------------------------------------ | ------------------------------------------------------ | ------------------------------------------------------ | ------------------------------------------------------ | ------------------------------------------------------ | ------------------------------------------------------ | ------------------------------------------------------ |
| Jī Fā | Csi Fa                                                 | 姬發                                                   | Wǔ Wáng                                                | Vu Vang                                                | 武王                                                   | i. e. 1046–1043                                        |                                                        |
| Jī Sòng | Csi Szung                                              | 姬誦                                                   | Chéng Wáng                                             | Cseng Vang                                             | 成王                                                   | i. e. 1042–1021                                        | Fia.                                                   |
| Jī Zhāo | Csi Csao                                               | 姬釗                                                   | Kāng Wáng                                              | Kang Vang                                              | 康王                                                   | i. e. 1020–996                                         | Fia.                                                   |
| Jī Xiá | Csi Hszia                                              | 姬瑕                                                   | Zhāo Wáng                                              | Csao Vang                                              | 昭王                                                   | i. e. 995–977                                          | Fia.                                                   |
| Jī Mǎn | Csi Man                                                | 姬滿                                                   | Mù Wáng                                                | Mu Vang                                                | 穆王                                                   | i. e. 976–922                                          | Fia.                                                   |
| Jī Yī Hù | Csi Ji-hu                                              | 姬繄扈                                                 | Gòng Wáng                                              | Kong Vang                                              | 共王                                                   | i. e. 922–900                                          | Fia.                                                   |
| Jī Jiān | Csi Csien                                              | 姬囏                                                   | Yì Wáng                                                | I. Ji Vang                                             | 懿王                                                   | i. e. 899–892                                          | Fia.                                                   |
| Jī Pì Fāng | Csi Pi-fang                                            | 姬辟方                                                 | Xià Wáng                                               | Hszia Vang                                             | 孝王                                                   | i. e. 891–886                                          | Mu Vang fia.                                           |
| Jī Xiè | Csi Hszie                                              | 姬燮                                                   | Yì Wáng                                                | II. Ji Vang                                            | 夷王                                                   | i. e. 885–878                                          | I. Ji Vang fia.                                        |
| Jī Hú | Csi Hu                                                 | 姬胡                                                   | Lì Wáng                                                | Li Vang                                                | 厲王                                                   | i. e. 877–841                                          | Fia.                                                   |
| Kung Ho (Gòng Hé) kormányzóság (共和) i. e. 841–828 |                                                        |                                                        |                                                        |                                                        |                                                        |                                                        |                                                        |
| Hszi Csou (Xī Zhōu) folytatás |                                                        |                                                        |                                                        |                                                        |                                                        |                                                        |                                                        |
| Jī Jìng | Csi Csing                                              | 姬靜                                                   | Xuān Wáng                                              | Hszüan Vang                                            | 宣王                                                   | i. e. 827–782                                          | Fia.                                                   |
| Jī Gōng Shēng | Csi Kung-seng                                          | 姬宮湦                                                 | Yōu Wáng                                               | Ju Vang                                                | 幽王                                                   | i. e. 781–771                                          | Fia.                                                   |
| Tung Csou (Dōng Zhōu) (東周 keleti Csou) i. e. 770–249 |                                                        |                                                        |                                                        |                                                        |                                                        |                                                        |                                                        |
| Jī Yí Jiù | Csi Ji-csiu                                            | 姬宜臼                                                 | Píng Wáng                                              | Ping Vang                                              | 平王                                                   | i. e. 770–720                                          | Fia.                                                   |
| Jī Lín | Csi Lin                                                | 姬林                                                   | Huán Wáng                                              | Huan Vang                                              | 桓王                                                   | i. e. 719–697                                          | Unokája.                                               |
| Jī Tuó | Csi To                                                 | 姬佗                                                   | Zhuāng Wáng                                            | Csuang Vang                                            | 莊王                                                   | i. e. 696–682                                          | Fia.                                                   |
| Jī Hú Qí | Csi Hu-csi                                             | 姬胡齊                                                 | Xī Wáng                                                | Hszi Vang                                              | 僖王                                                   | i. e. 681–677                                          | Fia.                                                   |
| Jī Lang | Csi Lang                                               | 姬閬                                                   | Huì Wáng                                               | I. Huj Vang                                            | 惠王                                                   | i. e. 676–652                                          | Fia.                                                   |
| Jī Zhèng | Csi Cseng                                              | 姬鄭                                                   | Xiāng Wáng                                             | Hsziang Vang                                           | 襄王                                                   | i. e. 651–619                                          | Fia.                                                   |
| Jī Rén Chén | Csi Zsen-csen                                          | 姬壬臣                                                 | Qǐng Wáng                                              | Csing Vang                                             | 頃王                                                   | i. e. 618–613                                          | Fia.                                                   |
| Jī Bān | Csi Pan                                                | 姬班                                                   | Kuāng Wáng                                             | Kuang Vang                                             | 匡王                                                   | i. e. 612–607                                          | Fia.                                                   |
| Jī Yú | Csi Jü                                                 | 姬瑜                                                   | Dìng Wáng                                              | Ting Vang                                              | 定王                                                   | i. e. 606–586                                          | Fivére.                                                |
| Jī Yí | Csi Ji                                                 | 姬夷                                                   | Jiǎn Wáng                                              | Csien Vang                                             | 簡王                                                   | i. e. 585–572                                          | Fia.                                                   |
| Jī Xiè Xīn | Csi Hszie-hszin                                        | 姬泄心                                                 | Líng Wáng                                              | Ling Vang                                              | 靈王                                                   | i. e. 571–545                                          | Fia.                                                   |
| Jī Guì | Csi Kuj                                                | 姬貴                                                   | Jǐng Wáng                                              | I. Csing Vang                                          | 景王                                                   | i. e. 544–521                                          | Fia.                                                   |
| Jī Měng | Csi Meng                                               | 姬猛                                                   | Dào Wáng                                               | Tao Vang                                               | 悼王                                                   | i. e. 520                                              | Fia.                                                   |
| Jī Gài | Csi Kaj                                                | 姬丐                                                   | Jǐng Wáng                                              | II. Csing Vang                                         | 敬王                                                   | i. e. 519–476                                          | Fivére.                                                |
| Jī Rén | Csi Zsen                                               | 姬仁                                                   | Yuán Wáng                                              | Jüan Vang                                              | 元王                                                   | i. e. 475–469                                          | Fia.                                                   |
| Jī Jiè | Csi Csie                                               | 姬介                                                   | Zhēn Dìng Wáng                                         | Csen-ting Vang                                         | 貞定王                                                 | i. e. 468–442                                          | Fia.                                                   |
| Jī Qù Jí | Csi Csü-csi                                            | 姬去疾                                                 | Āi Wáng                                                | Aj Vang                                                | 哀王                                                   | i. e. 441                                              | Fia.                                                   |
| Jī Shū | Csi Su                                                 | 姬叔                                                   | Sī Wáng                                                | Sze Vang                                               | 思王                                                   | i. e. 441                                              | Fivére.                                                |
| Jī Wéi | Csi Vej                                                | 姬嵬                                                   | Kǎo Wáng                                               | Kao Vang                                               | 考王                                                   | i. e. 440–426                                          | Fivére.                                                |
| Jī Wǔ | Csi Vu                                                 | 姬午                                                   | Wēi Liè Wáng                                           | Vej-lie Vang                                           | 威烈王                                                 | i. e. 425–402                                          | Fia.                                                   |
| Jī Jiā | Csi Csia                                               | 姬驕                                                   | Ān Wáng                                                | An Vang                                                | 安王                                                   | i. e. 401–376                                          | Fia.                                                   |
| Jī Xǐ | Csi Hszi                                               | 姬喜                                                   | Liè Wáng                                               | Lie Vang                                               | 烈王                                                   | i. e. 375–369                                          | Fia.                                                   |
| Jī Biǎn | Csi Pien                                               | 姬扁                                                   | Xiǎn Wáng                                              | Hszien Vang                                            | 顯王                                                   | i. e. 368–321                                          | Fivére.                                                |
| Jī Dìng | Csi Ting                                               | 姬定                                                   | Shèn Jìng Wáng                                         | Sen-csing Vang                                         | 慎靚王                                                 | i. e. 320–315                                          | Fia.                                                   |
| Jī Yán | Csi Jen                                                | 姬延                                                   | Nǎn Wáng                                               | Nan Vang                                               | 赧王                                                   | i. e. 314–256                                          | Fia.                                                   |
| |                                                        |                                                        | Huì Wáng                                               | II. Huj Vang                                           | 惠王                                                   | i. e. 255–249                                          |                                                        |
| pinjin | magyaros                                               | kínai                                                  | pinjin                                                 | magyaros                                               | kínai                                                  | uralkodott                                             | megjegyzés                                             |
| személynév | személynév                                             | személynév                                             | uralkodói név                                          | uralkodói név                                          | uralkodói név                                          | uralkodott                                             | megjegyzés                                             |
| A kínai történelem első általánosan elfogadott dátuma a Kung Ho (Gòng Hé) kormányzóság kezdete. Minden ezt megelőző dátum viták tárgyát képezi. Az itt megadott, tájékoztató jellegű dátumok A „Hszia–Sang–Csou (Xia–Shang–Zou) kronológia tanulmány” című munkában jelentek meg, melyet a kínai kormány támogatását élvező történészek 2000-ben publikáltak. |                                                        |                                                        |                                                        |                                                        |                                                        |                                                        |                                                        |
| A Csi (Jī) család nemesei Huj (Hui)t Nan jogos örökösének kiáltották ki, miután fővárosukat, Lojang (Luoyan)ot térdre kényszerítették a Csin (Qin) erők. A Csou (Zhou) ellenállás nem tartott ki sokáig, így leggyakrabban Nant tekintik a dinasztia utolsó uralkodójának.                                                                                    |                                                        |                                                        |                                                        |                                                        |                                                        |                                                        |                                                        |

## Csin-dinasztia (i. e. 221–207)
A  Csin-dinasztia (Qin-dinasztia) i. e. 221–207 között uralkodott.
| N  | személynév   | személynév   | személynév | uralkodói név      | uralkodói név       | uralkodói név | élt                        | uralkodott             | megjegyzés |
| N  | pinjin       | magyaros     | kínai      | pinjin             | magyaros            | kínai         | élt                        | uralkodott             | megjegyzés |
| -- | ------------ | ------------ | ---------- | ------------------ | ------------------- | ------------- | -------------------------- | ---------------------- | --- |
| 1. | Yíng Zhèng   | Jing Cseng   | 嬴政       | Qín Shǐ Huángdì    | Csin Si Huang-ti    | 秦始皇帝      | i. e. 260.2.7.–210.8.10.   | i. e. 221–210.8.10.    | Az Első Császárként is emlegetett uralkodó, aki első ízben egyesítette Kínát. Már i. e. 246-tól Csin uralkodója. |
| 2. | Yíng Hú Hài  | Jing Hu-haj  | 嬴胡亥     | Qín Èr Shì Huángdì | Csin Er Si Huang-ti | 秦二世皇帝    | i. e. 230.10.29.–207.10.1. | i. e. 210.X.–207.10.1. | Fia. |
| 3. | Yíng Zi Yīng | Jing Ce-jing | 嬴子嬰     |                    |                     |               | i. e. 240.–206.1.          | i. e. 207.10.1.–11.17. | Si Huang-ti unokája. Nem volt császár, mint a két elődje, csak királyi címen uralkodott 46 napig.                |

## Han-dinasztia (i. e. 206 – i. sz. 220)
A Han-dinasztia (漢朝 Han Csao (Hàn Cháo)) i. e. 206 és 220 között uralkodott. Ven Ti bevezette az éranevet, amely egy-egy uralkodó regnálásának szakaszait nevezi meg. Az érák tetszőleges hosszúságúak, egy új éra annak kihirdetésével kezdődött.
| N                                                         | uralkodói név                                             | uralkodói név                                             | uralkodói név                                             | személynév                                                | személynév                                                | személynév                                                | élt                                                       | uralkodott                                                | megjegyzés                                                    |
| N                                                         | pinjin                                                    | magyaros                                                  | kínai                                                     | pinjin                                                    | magyaros                                                  | kínai                                                     | élt                                                       | uralkodott                                                | megjegyzés                                                    |
| Hszi Han (Xī Hàn) (西漢 nyugati Han) i. e. 206 – i. sz. 9 | Hszi Han (Xī Hàn) (西漢 nyugati Han) i. e. 206 – i. sz. 9 | Hszi Han (Xī Hàn) (西漢 nyugati Han) i. e. 206 – i. sz. 9 | Hszi Han (Xī Hàn) (西漢 nyugati Han) i. e. 206 – i. sz. 9 | Hszi Han (Xī Hàn) (西漢 nyugati Han) i. e. 206 – i. sz. 9 | Hszi Han (Xī Hàn) (西漢 nyugati Han) i. e. 206 – i. sz. 9 | Hszi Han (Xī Hàn) (西漢 nyugati Han) i. e. 206 – i. sz. 9 | Hszi Han (Xī Hàn) (西漢 nyugati Han) i. e. 206 – i. sz. 9 | Hszi Han (Xī Hàn) (西漢 nyugati Han) i. e. 206 – i. sz. 9 | Hszi Han (Xī Hàn) (西漢 nyugati Han) i. e. 206 – i. sz. 9     |
| Interregnum i. e. 207 – i. e. 202                         | Interregnum i. e. 207 – i. e. 202                         | Interregnum i. e. 207 – i. e. 202                         | Interregnum i. e. 207 – i. e. 202                         | Interregnum i. e. 207 – i. e. 202                         | Interregnum i. e. 207 – i. e. 202                         | Interregnum i. e. 207 – i. e. 202                         | Interregnum i. e. 207 – i. e. 202                         | Interregnum i. e. 207 – i. e. 202                         | Interregnum i. e. 207 – i. e. 202                             |
| --------------------------------------------------------- | --------------------------------------------------------- | --------------------------------------------------------- | --------------------------------------------------------- | --------------------------------------------------------- | --------------------------------------------------------- | --------------------------------------------------------- | --------------------------------------------------------- | --------------------------------------------------------- | ------------------------------------------------------------- |
| 1.                                                        | Gāozǔ                                                     | Kao-cu                                                    | 高祖                                                      | Liú Bāng                                                  | Liu Pang                                                  | 劉邦                                                      | i. e. 247.10.30.–195.6.1.                                 | i. e. 202.2.28.–195.6.1.                                  |                                                               |
| 2.                                                        | Huìdì                                                     | Huj-ti                                                    | 惠帝                                                      | Liú Yíng                                                  | Liu Jing                                                  | 劉盈                                                      | i. e. 210.–188.9.26.                                      | i. e. 195.6.23.–188.9.26.                                 | Fia.                                                          |
| 3.                                                        | Shǎodì                                                    | Sao-ti                                                    | 少帝                                                      | Liú Gōng                                                  | Liu Kong                                                  | 劉恭                                                      | i. e. 199.VII.–184.6.15.                                  | i. e. 188.IX.–184.6.15.                                   | Fia.                                                          |
| 4.                                                        | Shǎodì                                                    | Sao-ti                                                    | 少帝                                                      | Liú Hóng                                                  | Liu Hung                                                  | 劉弘                                                      | i. e. 195.III.–180.11.14.                                 | i. e. 184.XI.–180.11.14.                                  | Fivére.                                                       |
| 5.                                                        | Wéndì                                                     | Ven-ti                                                    | 文帝                                                      | Liú Héng                                                  | Liu Heng                                                  | 劉恆                                                      | i. e. 203.–157.7.6.                                       | i. e. 180.11.14.–157.7.6.                                 | Kao-cu fia.                                                   |
| 6.                                                        | Jǐngdì                                                    | Csing-ti                                                  | 景帝                                                      | Liú Qǐ                                                    | Liu Csi                                                   | 劉啟                                                      | i. e. 188.–141.3.9.                                       | i. e. 157.7.14.–141.3.9.                                  | Fia.                                                          |
| 7.                                                        | Wǔdì                                                      | Vu-ti                                                     | 武帝                                                      | Liú Chè                                                   | Liu Csö                                                   | 劉徹                                                      | i. e. 156.6.30.–87.3.29.                                  | i. e. 141.3.9.–87.3.29.                                   | Fia.                                                          |
| 8.                                                        | Zhāodì                                                    | Csao-ti                                                   | 昭帝                                                      | Liú Fúlíng                                                | Liu Fu-ling                                               | 劉弗陵                                                    | i. e. 94.–74.6.5.                                         | i. e. 87.3.30.–74.6.5.                                    | Fia.                                                          |
| 9.                                                        | Chāngyì                                                   | Csang-ji                                                  | 昌邑                                                      | Liú Hè                                                    | Liu Ho                                                    | 劉賀                                                      | i. e. 92.7.25.–59.                                        | i. e. 74.7.18.–74.8.14.                                   | Vu-ti unokája. 27 napig császár.                              |
| 10.                                                       | Xuāndì                                                    | Hszüan-ti                                                 | 宣帝                                                      | Liú Bìngyǐ                                                | Liu Ping-ji                                               | 劉病已                                                    | i. e. 91.–48.1.10.                                        | i. e. 74.9.10.–48.1.10.                                   | Vu-ti dédunokája.                                             |
| 11.                                                       | Yuándì                                                    | Jüan-ti                                                   | 元帝                                                      | Liú Shì                                                   | Liu Si                                                    | 劉奭                                                      | i. e. 76.–33.V.                                           | i. e. 48.1.10.–33.V.                                      | Fia.                                                          |
| 12.                                                       | Chéngdì                                                   | Cseng-ti                                                  | 成帝                                                      | Liú Ào                                                    | Liu Ao                                                    | 劉驁                                                      | i. e. 51.–7.3.18.                                         | i. e. 33.VI.–7.3.18.                                      | Fia.                                                          |
| 13.                                                       | Āidì                                                      | Aj-ti                                                     | 哀帝                                                      | Liú Xīn                                                   | Liu Hszin                                                 | 劉欣                                                      | i. e. 27.–1.8.15.                                         | i. e. 7.4.4.–1.8.15.                                      | Jüan-ti unokája.                                              |
| 14.                                                       | Píngdì                                                    | Ping-ti                                                   | 平帝                                                      | Liú Kàn                                                   | Liu Kan                                                   | 劉衎                                                      | i. e. 9. – i. sz. 6.2.4.                                  | i. e. 1.9.17. – i. sz. 6.2.4.                             | Jüan-ti unokája. (Aj-ti unokatestvére.)                       |
| 15.                                                       | Rúzǐ                                                      | Zsu-ce                                                    | 孺子                                                      | Liú Yīng                                                  | Liu Jing                                                  | 劉嬰                                                      | 5.–25.II.                                                 | 6.III.–8                                                  | Hszüan-ti ükunokája.                                          |
| Hszin-dinasztia (Xīn Cháo) 9–23                           |                                                           |                                                           |                                                           |                                                           |                                                           |                                                           |                                                           |                                                           |                                                               |
| –                                                         | Wáng Mǎng                                                 | Vang Mang                                                 | 王莽                                                      |                                                           |                                                           |                                                           | i. e. 45. – i. sz. 23.10.6.                               | 8.XII.–23.10.6.                                           | Ping-ti apósa.                                                |
| Hszi Han (Xī Hàn) (西漢 nyugati Han) 23–25                |                                                           |                                                           |                                                           |                                                           |                                                           |                                                           |                                                           |                                                           |                                                               |
| 16.                                                       | Gèng Shǐdì                                                | Keng Si-ti                                                | 更始帝                                                    | Liú Xuán                                                  | Liu Hszüan                                                | 劉玄                                                      | ?–25.XII.                                                 | 23.2.1.–25.X.                                             | Csing-ti 6. leszármazottja.                                   |
| Tung Han (Dōng Hàn) (東漢 keleti Han) 25–220              |                                                           |                                                           |                                                           |                                                           |                                                           |                                                           |                                                           |                                                           |                                                               |
| 1.                                                        | Guāng Wǔdì                                                | Kuang Vu-ti                                               | 光武帝                                                    | Liú Xiù                                                   | Liu Hsziu                                                 | 劉秀                                                      | i. e. 5.1.15. – i. sz. 57.3.29.                           | 25.8.5.–57.3.29.                                          | Csing-ti 6. leszármazottja. (Keng Si-ti harmadunokatestvére.) |
| 2.                                                        | Míngdì                                                    | Ming-ti                                                   | 明帝                                                      | Liú Zhuāng                                                | Liu Csuang                                                | 劉莊                                                      | 28.6.15.–75.9.5.                                          | 57.3.29.–75.9.5.                                          | Fia.                                                          |
| 3.                                                        | Zhāngdì                                                   | Csang-ti                                                  | 章帝                                                      | Liú Dá                                                    | Liu Ta                                                    | 劉炟                                                      | 57.–88.4.9.                                               | 75.9.5.–88.4.9.                                           | Fia.                                                          |
| 4.                                                        | Hédì                                                      | Ho-ti                                                     | 和帝                                                      | Liú Zhāo                                                  | Liu Csao                                                  | 劉肇                                                      | 79.–106.2.13.                                             | 88.4.9.–106.2.13.                                         | Fia.                                                          |
| 5.                                                        | Shāngdì                                                   | Sang-ti                                                   | 殤帝                                                      | Liú Lóng                                                  | Liu Lung                                                  | 劉隆                                                      | 105.–106.9.21.                                            | 106.2.13.–106.9.21.                                       | Fia.                                                          |
| 6.                                                        | Āndì                                                      | An-ti                                                     | 安帝                                                      | Liú Hù                                                    | Liu Hu                                                    | 劉祜                                                      | 94.–125.4.30.                                             | 106.9.21.–125.4.30.                                       | Unokatestvére.                                                |
| 7.                                                        | Běixiāng                                                  | Pej-hsziang                                               | 北鄉                                                      | Liu Yì                                                    | Liu Ji                                                    | 劉懿                                                      | ?–125.12.10.                                              | 125.5.18.–125.12.10.                                      | Unokatestvére.                                                |
| 8.                                                        | Shùndì                                                    | Sun-ti                                                    | 順帝                                                      | Liú Bǎo                                                   | Liu Pao                                                   | 劉保                                                      | 115.–144.9.20.                                            | 125.12.16.–144.9.20.                                      | An-ti fia.                                                    |
| 9.                                                        | Chōngdì                                                   | Csung-ti                                                  | 沖帝                                                      | Liú Bǐng                                                  | Liu Ping                                                  | 劉炳                                                      | 143.–145.2.15.                                            | 144.9.20.–145.2.15.                                       | Fia.                                                          |
| 10.                                                       | Zhídì                                                     | Cse-ti                                                    | 質帝                                                      | Liú Zuǎn                                                  | Liu Cuan                                                  | 劉纘                                                      | 138.–146.7.26.                                            | 145.3.6.–146.7.26.                                        | Harmadunokatestvére.                                          |
| 11.                                                       | Huándì                                                    | Huan-ti                                                   | 桓帝                                                      | Liú Zhí                                                   | Liu Cse                                                   | 劉志                                                      | 132.–168.1.25.                                            | 146.8.1.–168.1.25.                                        | Csang-ti dédunokája.                                          |
| 12.                                                       | Língdì                                                    | Ling-ti                                                   | 靈帝                                                      | Liú Hóng                                                  | Liu Hung                                                  | 劉宏                                                      | 156.–189.5.13.                                            | 168.2.17.–189.5.13.                                       | Unokaöccse.                                                   |
| 13.                                                       | Shǎodì                                                    | Sao-ti                                                    | 少帝                                                      | Liú Biàn                                                  | Liu Pien                                                  | 劉辯                                                      | 176.–190.3.6.                                             | 189.5.15.–189.9.28.                                       | Fia.                                                          |
| 14.                                                       | Xiàndì                                                    | Hszien-ti                                                 | 獻帝                                                      | Liú Xié                                                   | Liu Hszie                                                 | 劉協                                                      | 181.–234.4.21.                                            | 189.9.27.–220.11.25.                                      | Fivére.                                                       |

## Cao Vej, Su Han, Szun Vu (220–280)
三國/三国 (San Kuo (Sān Guó), 220–265; 221–263; 222–280)
| N                                         | posztumusz név                    | posztumusz név                    | posztumusz név                    | személynév                        | személynév                        | személynév                        | élt                               | uralkodott                        | megjegyzés                        |
| N                                         | pinjin                            | magyaros                          | kínai                             | pinjin                            | magyaros                          | kínai                             | élt                               | uralkodott                        | megjegyzés                        |
| Cao Vej (Cáo Wèi) (曹魏) 220–265)         | Cao Vej (Cáo Wèi) (曹魏) 220–265) | Cao Vej (Cáo Wèi) (曹魏) 220–265) | Cao Vej (Cáo Wèi) (曹魏) 220–265) | Cao Vej (Cáo Wèi) (曹魏) 220–265) | Cao Vej (Cáo Wèi) (曹魏) 220–265) | Cao Vej (Cáo Wèi) (曹魏) 220–265) | Cao Vej (Cáo Wèi) (曹魏) 220–265) | Cao Vej (Cáo Wèi) (曹魏) 220–265) | Cao Vej (Cáo Wèi) (曹魏) 220–265) |
| ----------------------------------------- | --------------------------------- | --------------------------------- | --------------------------------- | --------------------------------- | --------------------------------- | --------------------------------- | --------------------------------- | --------------------------------- | --------------------------------- |
| 1.                                        | Wén Dì                            | Ven Ti                            | 文帝                              | Cáo Pī                            | Cao Pi                            | 曹丕                              | 187.–226.6.29.                    | 220–226                           |                                   |
| 2.                                        | Míng Dì                           | Ming Ti                           | 明帝                              | Cáo Ruì                           | Cao Zsuj                          | 曹叡                              | 204.–239.1.22.                    | 226–239                           | Fia.                              |
| 3.                                        | Qí Wáng                           | Csi Vang                          | 齊王                              | Cáo Fāng                          | Cao Fang                          | 曹芳                              | 232.–274.                         | 239–254                           | Unokatestvérének fia.             |
| 4.                                        | Gāo Guì Xiāng Gōng                | Kao-kuj Hsziang-kung              | 高貴鄉公                          | Cáo Máo                           | Cao Mao                           | 曹髦                              | 241.11.15.–260.6.2.               | 254–260                           | Cao-Zsuj unokaöccse.              |
| 5.                                        | Yuán Dì                           | Juan Ti                           | 元帝                              | Cáo Huàn                          | Cao Huan                          | 曹奐                              | 246.–303.                         | 260–265                           | Cao-Zsuj unokatestvére.           |
| Su Han (Shǔ Hàn) (蜀漢) 221–263           |                                   |                                   |                                   |                                   |                                   |                                   |                                   |                                   |                                   |
| 1.                                        | Zhāo Liè Dì                       | Csao Lie-ti                       | 昭烈帝                            | Liú Bèi                           | Liu Pej                           | 劉備                              | 161.–223.6.10.                    | 221–223                           |                                   |
| 2.                                        | Hòu Zhǔ                           | Hou Csu                           | 後主                              | Liú Shàn (Liú Chán)               | Liu San (Liu Csan)                | 劉禪                              | 207.–271.                         | 223–263                           | Fia.                              |
| Szun Vu (Sūn Wu) (孫吳 keleti Wu) 222–280 |                                   |                                   |                                   |                                   |                                   |                                   |                                   |                                   |                                   |
| 1.                                        | Dà Dì                             | Ta Ti                             | 大帝                              | Sūn Quán                          | Szun Csüan                        | 孫權                              | 182.–252.5.21.                    | 222–252                           |                                   |
| 2.                                        | Kuà Jī Wáng                       | Kua Csi-vang                      | 會稽王                            | Sūn Liàng                         | Szun Liang                        | 孫亮                              | 243.–260.                         | 252–258                           | Fia.                              |
| 3.                                        | Jǐng Dì                           | Csing Ti                          | 景帝                              | Sūn Xiū                           | Szun Hsziu                        | 孫休                              | 235.–264.9.3.                     | 258–264                           | Fivére.                           |
| 4.                                        | Wū Chéng Hóu                      | Vu Cseng-hou                      | 烏程侯                            | Sūn Hào                           | Szun Hao                          | 孫皓                              | 242.–284.                         | 264–280                           | Unokaöccse.                       |

## Második Csin-dinasztia (265–437)
| posztumusz név                                                      | posztumusz név                                      | posztumusz név                                      | személynév                                          | személynév                                          | személynév                                          | templomi név                                        | templomi név                                        | templomi név                                        | idő                                                 | megjegyzés                                          |
| pinjin                                                              | magyaros                                            | kínai                                               | pinjin                                              | magyaros                                            | kínai                                               | pinjin                                              | magyaros                                            | kínai                                               | idő                                                 | megjegyzés                                          |
| Hszi Csin (Xi Jin) (nyugati Csin 西晉/西晋) 265–317                 | Hszi Csin (Xi Jin) (nyugati Csin 西晉/西晋) 265–317 | Hszi Csin (Xi Jin) (nyugati Csin 西晉/西晋) 265–317 | Hszi Csin (Xi Jin) (nyugati Csin 西晉/西晋) 265–317 | Hszi Csin (Xi Jin) (nyugati Csin 西晉/西晋) 265–317 | Hszi Csin (Xi Jin) (nyugati Csin 西晉/西晋) 265–317 | Hszi Csin (Xi Jin) (nyugati Csin 西晉/西晋) 265–317 | Hszi Csin (Xi Jin) (nyugati Csin 西晉/西晋) 265–317 | Hszi Csin (Xi Jin) (nyugati Csin 西晉/西晋) 265–317 | Hszi Csin (Xi Jin) (nyugati Csin 西晉/西晋) 265–317 | Hszi Csin (Xi Jin) (nyugati Csin 西晉/西晋) 265–317 |
| ------------------------------------------------------------------- | --------------------------------------------------- | --------------------------------------------------- | --------------------------------------------------- | --------------------------------------------------- | --------------------------------------------------- | --------------------------------------------------- | --------------------------------------------------- | --------------------------------------------------- | --------------------------------------------------- | --------------------------------------------------- |
| Wǔ Dì                                                               | II. Vu Ti                                           | 武帝                                                | Sīmǎ Yán                                            | Sze-ma Jen                                          | 司馬炎                                              | –                                                   | –                                                   | –                                                   | 265–290                                             |                                                     |
| Huì Dì                                                              | II. Huj Ti                                          | 惠帝                                                | Sīmǎ Zhōng                                          | Sze-ma Csung                                        | 司馬衷                                              | –                                                   | –                                                   | –                                                   | 290–306                                             |                                                     |
| Huái Dì                                                             | Huaj Ti                                             | 懷帝                                                | Sīmǎ Chì                                            | Sze-ma Cse                                          | 司馬熾                                              | –                                                   | –                                                   | –                                                   | 307–313                                             |                                                     |
| Mǐn Dì                                                              | Min Ti                                              | 愍帝                                                | Sīmǎ Yè                                             | Sze-ma Je                                           | 司馬鄴                                              | –                                                   | –                                                   | –                                                   | 313–317                                             |                                                     |
| Tung Csin (Dong Jin) (keleti Csin 東晉/东晋) 317–420                |                                                     |                                                     |                                                     |                                                     |                                                     |                                                     |                                                     |                                                     |                                                     |                                                     |
| Yuán Dì                                                             | II. Jüan Ti                                         | 元帝                                                | Sīmǎ Ruì                                            | Sze-ma Zsuj                                         | 司馬睿                                              | –                                                   | –                                                   | –                                                   | 317–322                                             |                                                     |
| Míng Dì                                                             | II. Ming Ti                                         | 明帝                                                | Sīmǎ Shào                                           | Sze-ma Sao                                          | 司馬紹                                              | –                                                   | –                                                   | –                                                   | 322–325                                             |                                                     |
| Chéng Dì                                                            | II. Cseng Ti                                        | 成帝                                                | Sīmǎ Yǎn                                            | Sze-ma Jen                                          | 司馬衍                                              | –                                                   | –                                                   | –                                                   | 325–342                                             |                                                     |
| Kāng Dì                                                             | Kang Ti                                             | 康帝                                                | Sīmǎ Yuè                                            | Sze-ma Jüe                                          | 司馬岳                                              | –                                                   | –                                                   | –                                                   | 342–344                                             |                                                     |
| Mù Dì                                                               | Mu Ti                                               | 穆帝                                                | Sīmǎ Dān                                            | Sze-ma Tan                                          | 司馬聃                                              | –                                                   | –                                                   | –                                                   | 345–361                                             |                                                     |
| Āi Dì                                                               | II. Aj Ti                                           | 哀帝                                                | Sīmǎ Pī                                             | Sze-ma Pi                                           | 司馬丕                                              | –                                                   | –                                                   | –                                                   | 361–365                                             |                                                     |
| Fèi Dì                                                              | I. Fej Ti                                           | 海西公                                              | Sīmǎ Yì                                             | Sze-ma Ji                                           | 司馬奕                                              | –                                                   | –                                                   | –                                                   | 365–371                                             |                                                     |
| Jiǎnwén Dì                                                          | Csien-ven Ti                                        | 簡文帝                                              | Sīmǎ Yù                                             | Sze-ma Jü                                           | 司馬昱                                              | –                                                   | –                                                   | –                                                   | 371–372                                             |                                                     |
| Xiàwǔ Dì                                                            | Hszia-vu Ti                                         | 孝武帝                                              | Sīmǎ Yào                                            | Sze-ma Jao                                          | 司馬曜                                              | –                                                   | –                                                   | –                                                   | 372–396                                             |                                                     |
| Ān Dì                                                               | II. An Ti                                           | 安帝                                                | Sīmǎ Dézōng                                         | Sze-ma Tö-cung                                      | 司馬德宗                                            | –                                                   | –                                                   | –                                                   | 396–418                                             |                                                     |
| Gōng Dì                                                             | Kung Ti                                             | 恭帝                                                | Sīmǎ Déwén                                          | Sze-ma Tö-ven                                       | 司馬德文                                            | –                                                   | –                                                   | –                                                   | 419–420                                             |                                                     |
| Csien Csin (Qian Qin) (前秦) 351–3941                               |                                                     |                                                     |                                                     |                                                     |                                                     |                                                     |                                                     |                                                     |                                                     |                                                     |
| Jǐng Míng Dì                                                        | Jing-ming Ti                                        | 景明帝                                              | Fú Jiàn                                             | I. Fu Csien                                         | 苻健                                                | Kāo Zǔ                                              | Kao Cu                                              | 高祖                                                | 351–355                                             |                                                     |
| Lǐ Wáng                                                             | Li Vang                                             | 厲王                                                | Fú Shēng                                            | Fu Seng                                             | 苻生                                                |                                                     |                                                     |                                                     | 355–357                                             |                                                     |
| Xuān Zhāo Dì                                                        | Hszüan-csao Ti                                      | 宣昭帝                                              | Fú Jiàn                                             | II. Fu Csien                                        | 苻堅                                                | Shì Zǔ                                              | Si Cu                                               | 世祖                                                | 357–385                                             |                                                     |
| Āi Píng Dì                                                          | Aj-ping Ti                                          | 哀平帝                                              | Fú Pī                                               | Fu Pi                                               | 苻丕                                                |                                                     |                                                     |                                                     | 385–386                                             |                                                     |
| Gāo Dì                                                              | Kao Ti                                              | 高帝                                                | Fú Dēng                                             | Fu Teng                                             | 苻登                                                | Tài Zōng                                            | Taj Cung                                            | 太宗                                                | 386–394                                             |                                                     |
| Hòu Zhǔ                                                             | Hou Cu                                              | 後主                                                | Fú Chóng                                            | Fu Csung                                            | 苻崇                                                |                                                     |                                                     |                                                     | 394                                                 |                                                     |
| Hou Csin (Hou Qin) (后秦 késői Csin) 384–4171                       |                                                     |                                                     |                                                     |                                                     |                                                     |                                                     |                                                     |                                                     |                                                     |                                                     |
| Wǔ Zhāo Dì                                                          | Vu-csao Ti                                          | 武昭帝                                              | Yáo Cháng                                           | Jao Csang                                           | 姚萇                                                | Tài Zǔ                                              | Taj Cu                                              | 太祖                                                | 384–393                                             |                                                     |
| Wén Huán Dì                                                         | Ven-huan Ti                                         | 文桓帝                                              | Yáo Xǐng                                            | Jao Hszing                                          | 姚興                                                | Gāo Zǔ                                              | Kao Cu                                              | 高祖                                                | 394–416                                             |                                                     |
| Hòu Zhǔ                                                             | Hou Csu                                             | 後主                                                | Yáo Hóng                                            | Jao Hung                                            | 姚泓                                                |                                                     |                                                     |                                                     | 416–417                                             |                                                     |
| Hszi Csin (Xi Qin) (西秦 nyugati Csin) 385–400; 409–4311            |                                                     |                                                     |                                                     |                                                     |                                                     |                                                     |                                                     |                                                     |                                                     |                                                     |
| Xuǎn Liè Wáng                                                       | Hszüan-lie Vang                                     | 宣烈王                                              | Qǐ Fú Guó Rén                                       | Csi-fu Kuo-zsen                                     | 乞伏國仁                                            | Liè Zhǔ                                             | Lie Csu                                             | 烈祖                                                | 385–388                                             |                                                     |
| Wǔ Yuán Wáng                                                        | Vu-jüan Vang                                        | 武元王                                              | Qǐ Fu Gān Guī                                       | Csi-fu Kan-kuj                                      | 乞伏乾歸                                            | Kāo Zhǔ                                             | Kao Cu                                              | 高祖                                                | 388–400 409–412                                     |                                                     |
| Wén Zhāo Wáng                                                       | Ven-csao Vang                                       | 文昭王                                              | Qǐ Fú Chì Pán                                       | Csi-fu Csi-pan                                      | 乞伏熾磐                                            | Tài Zhǔ                                             | Taj Csu                                             | 太祖                                                | 412–428                                             |                                                     |
| Hóu Zhǔ                                                             | Hou Csu                                             | 後主                                                | Qǐ Fú Mù Mò                                         | Csi-fu Mu-mo                                        | 乞伏暮末                                            |                                                     |                                                     |                                                     | 428–431                                             |                                                     |
| 1 A Csien-, Hou és Hszi Csint a 16 királyság korához szokás sorolni |                                                     |                                                     |                                                     |                                                     |                                                     |                                                     |                                                     |                                                     |                                                     |                                                     |

## A tizenhat királyság korszaka (303–431)

### Cseng–Han (303–347)
| posztumusz név             | posztumusz név             | posztumusz név             | személynév                 | személynév                 | személynév                 | templomi név               | templomi név               | templomi név               | idő                        | megjegyzés                 |
| pinjin                     | magyaros                   | kínai                      | pinjin                     | magyaros                   | kínai                      | pinjin                     | magyaros                   | kínai                      | idő                        | megjegyzés                 |
| Cseng (Cheng) (成) 303–338 | Cseng (Cheng) (成) 303–338 | Cseng (Cheng) (成) 303–338 | Cseng (Cheng) (成) 303–338 | Cseng (Cheng) (成) 303–338 | Cseng (Cheng) (成) 303–338 | Cseng (Cheng) (成) 303–338 | Cseng (Cheng) (成) 303–338 | Cseng (Cheng) (成) 303–338 | Cseng (Cheng) (成) 303–338 | Cseng (Cheng) (成) 303–338 |
| -------------------------- | -------------------------- | -------------------------- | -------------------------- | -------------------------- | -------------------------- | -------------------------- | -------------------------- | -------------------------- | -------------------------- | -------------------------- |
| Jǐng Dì                    | Csing Ti                   | 景帝                       | Lǐ Tè                      | Li Tö                      | 李特                       | Shǐ Zhǔ Shì Zhǔ            | Si Csu                     | 始祖 世祖                  | 303                        |                            |
| Qín Wén Wáng               | Csin-ven Vang              | 秦文王                     | Lǐ Liú                     | Li Liu                     | 李流                       |                            |                            |                            | 303                        |                            |
| Wǔ Dì                      | Vu Ti                      | 武帝                       | Lǐ Xióng                   | Li Hsziung                 | 李雄                       | Tài Zōng                   | Taj Cung                   | 太宗                       | 303–334                    |                            |
| Āi Dì                      | Aj Ti                      | 哀帝                       | Lǐ Bān                     | Li Pan                     | 李班                       |                            |                            |                            | 334                        | 7 hónapig                  |
| Yōu Gōng                   | Ju Kung                    | 幽公                       | Lǐ Qī                      | Li Csi                     | 李期                       |                            |                            |                            | 334–338                    |                            |
| Han (漢) 338–347           |                            |                            |                            |                            |                            |                            |                            |                            |                            |                            |
| Zhāowén Dì                 | Csao-ven Ti                | 昭文帝                     | Lǐ Shòu                    | Li Sou                     | 李壽                       | Zhōng Zōng                 | Csung Cung                 | 中宗                       | 338–343                    |                            |
| Guī Yì Hóu                 | Kuj Ji-hou                 | 歸義侯                     | Lǐ Shì                     | Li Si                      | 李勢                       |                            |                            |                            | 343–347                    |                            |

### Han–Csao (304–351)
| posztumusz név                                | posztumusz név    | posztumusz név   | személynév       | személynév       | személynév       | templomi név     | templomi név     | templomi név     | idő              | megjegyzés          |
| pinjin                                        | magyaros          | kínai            | pinjin           | magyaros         | kínai            | pinjin           | magyaros         | kínai            | idő              | megjegyzés          |
| Han (漢) 304–318                              | Han (漢) 304–318  | Han (漢) 304–318 | Han (漢) 304–318 | Han (漢) 304–318 | Han (漢) 304–318 | Han (漢) 304–318 | Han (漢) 304–318 | Han (漢) 304–318 | Han (漢) 304–318 | Han (漢) 304–318    |
| --------------------------------------------- | ----------------- | ---------------- | ---------------- | ---------------- | ---------------- | ---------------- | ---------------- | ---------------- | ---------------- | ------------------- |
| Guāng Wén Dì                                  | Kuang-ven Ti      | 光文帝           | Liú Yuān         | Liu Jüan         | 劉淵             | Gāo Zǔ           | Kao Cu           | 高祖             | 304–310          |                     |
| Liáng Wáng                                    | Liang Vang        | 梁王             | Liú Hé           | Liu Ho           | 劉和             |                  |                  |                  | 310              | 7 napig uralkodott  |
| Zhāo Wǔ Dì                                    | Csao-vu Ti        | 昭武帝           | Liú Cōng         | Liu Cung         | 劉聰             | Liè Zōng         | Lie Cung         | 烈宗             | 310–318          |                     |
| Yǐn Dì                                        | Jin Ti            | 隱帝             | Liú Càn          | Liu Can          | 劉粲             |                  |                  |                  | 318              | Egy hónap + 1 napig |
| Csien Csao (Qian Zhao) (前赵) 318–329         |                   |                  |                  |                  |                  |                  |                  |                  |                  |                     |
| Hòu Zhǔ                                       | Hou Csu           | 後主             | Liú Yào          | Liu Jao          | 劉曜             |                  |                  |                  | 318–329          |                     |
| Hou Csao (Hou Zhao) (késői Csao 后赵) 319–351 |                   |                  |                  |                  |                  |                  |                  |                  |                  |                     |
| Ming Dì                                       | Ming Ti           | 明帝             | Shí Lè           | Si Lö            | 石勒             | Gāo Zǔ           | Kao Cu           | 高祖             | 319–333          |                     |
| Hǎi Yáng Wáng                                 | Haj-jang Vang     | 海陽王           | Shi Hóng         | Si Hung          | 石弘             |                  |                  |                  | 333–334          |                     |
| Wǔ Dì                                         | Vu Ti             | 武帝             | Shí Hǔ           | Si Hu            | 石虎             | Tài Zǔ           | Taj Cu           | 太祖             | 334–349          |                     |
| Qiá Wáng                                      | Csia Vang         | 譙王             | Shí Shì          | Si Si            | 石世             |                  |                  |                  | 349              | 73 napig            |
| Péng Chéng Wáng                               | Peng-cseng Vang   | 彭城王           | Shí Zūn          | Si Cun           | 石遵             |                  |                  |                  | 349              | 183 napig           |
| Yì Yáng Wáng                                  | Ji-jang Vang      | 義陽王           | Shí Jiàn         | Si Csien         | 石鑒             |                  |                  |                  | 349–350          | 103 napig           |
| Xīn Xīng Wáng                                 | Hszin-hszing Vang | 新興王           | Shí Zhǐ          | Si Cse           | 石祗             |                  |                  |                  | 350–351          |                     |

### Jen (337–436)
| posztumusz név                                   | posztumusz név                      | posztumusz név                      | személynév                          | személynév                          | személynév                          | templomi név                        | templomi név                        | templomi név                        | idő                                 | megjegyzés |
| pinjin                                           | magyaros                            | kínai                               | pinjin                              | magyaros                            | kínai                               | pinjin                              | magyaros                            | kínai                               | idő                                 | megjegyzés |
| Csien Jen (Qian Yan) (前燕) 337–370              | Csien Jen (Qian Yan) (前燕) 337–370 | Csien Jen (Qian Yan) (前燕) 337–370 | Csien Jen (Qian Yan) (前燕) 337–370 | Csien Jen (Qian Yan) (前燕) 337–370 | Csien Jen (Qian Yan) (前燕) 337–370 | Csien Jen (Qian Yan) (前燕) 337–370 | Csien Jen (Qian Yan) (前燕) 337–370 | Csien Jen (Qian Yan) (前燕) 337–370 | Csien Jen (Qian Yan) (前燕) 337–370 | Csien Jen (Qian Yan) (前燕) 337–370 |
| ------------------------------------------------ | ----------------------------------- | ----------------------------------- | ----------------------------------- | ----------------------------------- | ----------------------------------- | ----------------------------------- | ----------------------------------- | ----------------------------------- | ----------------------------------- | --- |
| Wén Míng Dì                                      | Ven-ming Ti                         | 文明帝                              | Mù Róng Huǎng                       | Mu-zsung Huang                      | 慕容皝                              | Tài Zǔ                              | Taj Cu                              | 太祖                                | 337–348                             | |
| Jǐng Zhāo Dì                                     | Csing-csao Ti                       | 景昭帝                              | Mù Róng Jùn                         | Mu-zsung Csün                       | 慕容俊                              | Liè Zōng                            | Lie Cung                            | 烈宗                                | 348–360                             | |
| Yōu Dì                                           | Ju Ti                               | 幽帝                                | Mù Róng Wěi                         | Mu-zsung Vej                        | 慕容暐                              |                                     |                                     |                                     | 360–370                             | |
| Hou Jen (Hou Yan) (后燕 késői Jen (Yan)) 384–407 |                                     |                                     |                                     |                                     |                                     |                                     |                                     |                                     |                                     | |
| Wǔ Chéng Dì                                      | Vu-cseng Ti                         | 武成帝                              | Mù Róng Chuí                        | Mu-zsung Csuj                       | 慕容垂                              | Shì Zǔ                              | Si Cu                               | 世祖                                | 384–396                             | (nyugati) Hszi Jen (Xi Yān) kiválása (Mu-zsung Hung (Mùróng Hóng), 384) Hszi Jen (Xi Yān) annektálása (Mu-zsung Jung (Mùróng Yǒng), 394) |
| Huì Mǐn Dì                                       | Huj-min Ti                          | 惠愍帝                              | Mù Róng Bǎo                         | Mu-zsung Pao                        | 慕容寶                              | Liè Zōng                            | Lie Cung                            | 烈宗                                | 396–398                             | |
| Zhāo Wǔ Dì                                       | Csao-vu Ti                          | 昭武帝                              | Mù Róng Shèng                       | Mu-zsung Seng                       | 慕容盛                              | Zhōng Zōng                          | Csung Cung                          | 中宗                                | 398–401                             | |
| Zhāo Wén Dì                                      | Csao-ven Ti                         | 昭文帝                              | Mù Róng Xī                          | Mu-zsung Hszi                       | 慕容熙                              |                                     |                                     |                                     | 401–407                             | |
| Nan Jen (Nan Yan) (南燕 déli Jen) 398–410        |                                     |                                     |                                     |                                     |                                     |                                     |                                     |                                     |                                     | |
| Xiàn Wǔ Dì                                       | Hszien-vu Ti                        | 獻武帝                              | Mù Róng Dé                          | Mu-zsung Tö                         | 慕容德                              | Shì Zōng                            | Si Cung                             | 世宗                                | 398–405                             | |
| Hòu Zhǔ                                          | Hou Csu                             | 後主                                | Mù Róng Chāo                        | Mu-zsung Csao                       | 慕容超                              |                                     |                                     |                                     | 405–410                             | |
| Pej Jen (Bei Yan) (北燕 északi Jen) 407–436      |                                     |                                     |                                     |                                     |                                     |                                     |                                     |                                     |                                     | |
| Huì Yì Dì                                        | Huj-ji Ti                           | 惠懿帝                              | Gāo Yún                             | Kao Jün                             | 高雲                                |                                     |                                     |                                     | 407–409                             | |
| Wén Chéng Dì                                     | Ven-cseng Ti                        | 文成帝                              | Féng Bá                             | Feng Pa                             | 馮跋                                | Tài Zǔ                              | Taj Cu                              | 太祖                                | 409–430                             | |
| Zhāo Chéng Dì                                    | Csao-cseng Ti                       | 昭成帝                              | Féng Hóng                           | Feng Hong                           | 馮弘                                |                                     |                                     |                                     | 430–436                             | |

### Liang (320–460)
| posztumusz név                                     | posztumusz név                          | posztumusz név                          | személynév                              | személynév                              | személynév                              | templomi név                            | templomi név                            | templomi név                            | idő                                     | megjegyzés                              |
| pinjin                                             | magyaros                                | kínai                                   | pinjin                                  | magyaros                                | kínai                                   | pinjin                                  | magyaros                                | kínai                                   | idő                                     | megjegyzés                              |
| Csien Liang (Qian Liang) (前凉) 320–376            | Csien Liang (Qian Liang) (前凉) 320–376 | Csien Liang (Qian Liang) (前凉) 320–376 | Csien Liang (Qian Liang) (前凉) 320–376 | Csien Liang (Qian Liang) (前凉) 320–376 | Csien Liang (Qian Liang) (前凉) 320–376 | Csien Liang (Qian Liang) (前凉) 320–376 | Csien Liang (Qian Liang) (前凉) 320–376 | Csien Liang (Qian Liang) (前凉) 320–376 | Csien Liang (Qian Liang) (前凉) 320–376 | Csien Liang (Qian Liang) (前凉) 320–376 |
| -------------------------------------------------- | --------------------------------------- | --------------------------------------- | --------------------------------------- | --------------------------------------- | --------------------------------------- | --------------------------------------- | --------------------------------------- | --------------------------------------- | --------------------------------------- | --------------------------------------- |
| Chéng Gōng                                         | Cseng Kung                              | 成公                                    | Zhāng Mào                               | Csang Mao                               | 張茂                                    |                                         |                                         |                                         | 320–324                                 |                                         |
| Zhōng Chéng Gōng                                   | Csung-cseng Kung                        | 忠成公                                  | Zhāng Jùn                               | Csang Csün                              | 張駿                                    | 324–346                                 |                                         |                                         |                                         |                                         |
| Huán Gōng                                          | Huan Kung                               | 桓公                                    | Zhāng Chòng Huá                         | Csang Csung-hua                         | 張重華                                  | 346–353                                 |                                         |                                         |                                         |                                         |
| Ǎi Gōng                                            | Aj Kung                                 | 哀公                                    | Zhāng Yào Líng                          | Csang Jao-ling                          | 張曜靈                                  | 353                                     | 3 hónapig                               |                                         |                                         |                                         |
| Wēi Wáng                                           | Vej Vang                                | 威王                                    | Zhāng Zuò                               | Csang Co                                | 張祚                                    | 353–355                                 |                                         |                                         |                                         |                                         |
| Jìng Dào Gōng Chōng Gōng                           | Csing-tao Kung Csung Kung               | 敬悼公 沖公                             | Zhāng Xuán Jìng                         | Csang Hszüan-csing                      | 張玄靖                                  | 355–363                                 |                                         |                                         |                                         |                                         |
| Dào Gōng                                           | Tao Kung                                | 悼公                                    | Zhāng Tiān Xí                           | Csang Tien-hszi                         | 張天錫                                  | 364–376                                 |                                         |                                         |                                         |                                         |
| Hou Liang (后凉 késői Liang) 386–403               |                                         |                                         |                                         |                                         |                                         |                                         |                                         |                                         |                                         |                                         |
| Yì Wǔ Wáng                                         | Ji-vu Vang                              | 懿武王                                  | Lǔ Guāng                                | Lu Kuang                                | 呂光                                    | Tài Zǔ                                  | Taj Cu                                  | 太祖                                    | 386–399                                 |                                         |
| Yǐn Wáng                                           | Jin Vang                                | 隱王                                    | Lǔ Shào                                 | Lu Sao                                  | 呂紹                                    |                                         |                                         |                                         | 399                                     |                                         |
| Líng Wáng                                          | Ling Vang                               | 靈王                                    | Lǔ Zuǎn                                 | Lu Csuan                                | 呂纂                                    | 399–401                                 |                                         |                                         |                                         |                                         |
| Shǎng Shū Gōng Jiàn Kāng Gōng                      | Sang Su Csien-kang Kung                 | 尚書公 建康公                           | Lǔ Lóng                                 | Lu Lung                                 | 呂隆                                    | 401–403                                 |                                         |                                         |                                         |                                         |
| Nan Liang (南凉 déli Liang) 397–414                |                                         |                                         |                                         |                                         |                                         |                                         |                                         |                                         |                                         |                                         |
| Wǔ Wáng                                            | Vu Vang                                 | 武王                                    | Tū Fà Wū Gū                             | Tu-fa Vu-gu                             | 禿髮烏孤                                | Liè Zǔ                                  | Lie Cu                                  | 烈祖                                    | 397–399                                 |                                         |
| Kāng Wáng                                          | Kang Vang                               | 康王                                    | Tū Fà Lì Lù Gū                          | Tu-fa Li Lu-gu                          | 禿髮利鹿孤                              |                                         |                                         |                                         | 399–402                                 |                                         |
| Jǐng Wáng Jìng Wáng                                | Csing Vang                              | 景王 敬王                               | Tū Fà Rǔ Tán                            | Tu-fa Zsu-tan                           | 禿髮傉檀                                | 402–414                                 |                                         |                                         |                                         |                                         |
| Pej Liang (Bei Liang) (北凉 északi Liang) 442–460  |                                         |                                         |                                         |                                         |                                         |                                         |                                         |                                         |                                         |                                         |
|                                                    |                                         |                                         | Duàn Yè                                 | Tuan Ji                                 | 段業                                    |                                         |                                         |                                         | 397–401                                 |                                         |
| Wǔ Xuān Wáng                                       | Vu-hszüan Vang                          | 武宣王                                  | Jǔ Qù Méng Xùn                          | Csü-csü Meng-hszün                      | 沮渠蒙遜                                | Tài Zǔ                                  | Taj Cu                                  | 太祖                                    | 401–433                                 |                                         |
| Āi Wáng                                            | Aj Vang                                 | 哀王                                    | Jū Qú Mù Jiān                           | Csü-csü Mu-csien                        | 沮渠牧犍                                |                                         |                                         |                                         | 433–439                                 |                                         |
|                                                    |                                         |                                         | Jū Qú Wú Huì                            | Csü-csü Vu-huj                          | 沮渠無諱                                | 442–444                                 |                                         |                                         |                                         |                                         |
|                                                    |                                         |                                         | Jū Qù Ān Zhōu                           | Csü-csü An-csou                         | 沮渠安周                                | 444–460                                 |                                         |                                         |                                         |                                         |
| Hszi Liang (Xi Liang) (西凉 nyugati Liang) 400–421 |                                         |                                         |                                         |                                         |                                         |                                         |                                         |                                         |                                         |                                         |
| Wǔ Zhāo Wáng                                       | Vu-csao Vang                            | 武昭王                                  | Lǐ Gǎo                                  | Li Kao                                  | 李暠                                    | Tài Zǔ                                  | Taj Cu                                  | 太祖                                    | 400–417                                 |                                         |
| Hòu Zhǔ                                            | Hou Csu                                 | 後主                                    | Lǐ Xīn                                  | Li Hszin                                | 李歆                                    |                                         |                                         |                                         | 417–420                                 |                                         |
| Hòu Zhǔ                                            | Hou Csu                                 | 後主                                    | Lǐ Xún                                  | Li Hszün                                | 李恂                                    | 420–421                                 |                                         |                                         |                                         |                                         |

### Hszia(407–431)
| posztumusz név | posztumusz név | posztumusz név | személynév   | személynév    | személynév | templomi név | templomi név | templomi név | idő     | megjegyzés |
| pinjin         | magyaros       | kínai          | pinjin       | magyaros      | kínai      | pinjin       | magyaros     | kínai        | idő     | megjegyzés |
| -------------- | -------------- | -------------- | ------------ | ------------- | ---------- | ------------ | ------------ | ------------ | ------- | ---------- |
| Wǔ Liè Dì      | Vu-lie Ti      | 武烈帝         | Hèlián Bóbó  | Ho-lian Po-po | 赫連勃勃   | Shì Zhǔ      | Si Cu        | 世祖         | 407–425 |            |
| Qín Wáng       | Csin Vang      | 秦王           | Hèlián Chāng | Ho-lian Csang | 赫連昌     |              |              |              | 425–428 |            |
| Píng Yuán Wáng | Ping-juan Vang | 平原王         | Hèlián Dìng  | Ho-lian Ting  | 赫連定     |              |              |              | 428–431 |            |

### Vu Hu (350–555)
A Vu Hu (Wu Hu) („Öt Hu”, a Hu jelentése bizonytalan) uralkodói egy időben regnáltak a 16 királyság korszakával, de hagyományosan nem számítják közéjük őket.

#### Csoucse (2. század – 473)
| posztumusz név                 | posztumusz név                 | posztumusz név                 | személynév                     | személynév                     | személynév                     | idő                            | megjegyzés                     |
| pinjin                         | magyaros                       | kínai                          | pinjin                         | magyaros                       | kínai                          | idő                            | megjegyzés                     |
| első szakasz (2. század – 371) | első szakasz (2. század – 371) | első szakasz (2. század – 371) | első szakasz (2. század – 371) | első szakasz (2. század – 371) | első szakasz (2. század – 371) | első szakasz (2. század – 371) | első szakasz (2. század – 371) |
| ------------------------------ | ------------------------------ | ------------------------------ | ------------------------------ | ------------------------------ | ------------------------------ | ------------------------------ | ------------------------------ |
|                                |                                |                                | Yáng Téng                      | Jang Teng                      | 楊騰                           | 2–3. század fordulója          |                                |
| Yáng Jū                        | Jang Csü                       | 楊駒                           | 3. század eleje                |                                |                                |                                |                                |
| Yáng Qiān Wàn                  | Jang Csien-ven                 | 楊千萬                         |                                |                                |                                |                                |                                |
| Yáng Fēi Lóng                  | Jang Fej-lung                  | 楊飛龍                         |                                |                                |                                |                                |                                |
| Yáng Mào Sōu                   | Jang Mao-szou                  | 楊茂搜                         | ?–317                          |                                |                                |                                |                                |
| Yáng Nán Dì                    | Jang Nan-ti                    | 楊難敵                         | 317–334                        |                                |                                |                                |                                |
| Yáng Yì                        | Jang Ji                        | 楊毅                           | 334–337                        |                                |                                |                                |                                |
| Yáng Chū                       | Jang Csu                       | 楊初                           | 337–355                        |                                |                                |                                |                                |
| Yáng Guó                       | Jang Kuo                       | 楊國                           | 355–356                        |                                |                                |                                |                                |
| Yáng Jùn                       | Jang Csün                      | 楊俊                           | 356–360                        |                                |                                |                                |                                |
| Yáng Shì                       | Jang Si                        | 楊世                           | 360–370                        |                                |                                |                                |                                |
| Yáng Cuàn                      | Jang Cuan                      | 楊篡                           | 370–371                        |                                |                                |                                |                                |
| második szakasz (385–473)      |                                |                                |                                |                                |                                |                                |                                |
| Wǔ Wáng                        | Vu Vang                        | 武王                           | Yáng Dìng                      | Jang Ting                      | 楊定                           | 385–394                        |                                |
| Huì Wén Wáng                   | Huj-ven Vang                   | 惠文王                         | Yáng Shèng                     | Jang Seng                      | 楊盛                           | 394–425                        |                                |
| Xià Zhāo Wáng                  | Hszia-csao vang                | 孝昭王                         | Yáng Xuán                      | Jang Hszüan                    | 楊玄                           | 425–429                        |                                |
|                                |                                |                                | Yáng Bǎo Zōng                  | Jang Pao-cung                  | 楊保宗                         | 429; 443                       |                                |
| Yáng Nán Dāng                  | Jang Nan-tang                  | 楊難當                         | 429–441                        |                                |                                |                                |                                |
| Yáng Bǎo Chì                   | Jang Pao-cse                   | 楊保熾                         | 442–443                        |                                |                                |                                |                                |
| Yáng Wén Dé                    | Jang Ven-tö                    | 楊文德                         | 443–454                        |                                |                                |                                |                                |
| Yáng Yuán Hé                   | Jang Juan-ho                   | 楊元和                         | 455–466                        |                                |                                |                                |                                |
| Yáng Sēng Sì                   | Jang Szeng-sze                 | 楊僧嗣                         | 466–473                        |                                |                                |                                |                                |

#### A toupuk és Taj (219–376)
| posztumusz név                                | posztumusz név                                | posztumusz név                                | személynév                                    | személynév                                    | személynév                                    | idő                                           | megjegyzés                                            |
| pinjin                                        | magyaros                                      | kínai                                         | pinjin                                        | magyaros                                      | kínai                                         | idő                                           | megjegyzés                                            |
| a toupu (tóu bù) törzs főnökei (头部) 219–376 | a toupu (tóu bù) törzs főnökei (头部) 219–376 | a toupu (tóu bù) törzs főnökei (头部) 219–376 | a toupu (tóu bù) törzs főnökei (头部) 219–376 | a toupu (tóu bù) törzs főnökei (头部) 219–376 | a toupu (tóu bù) törzs főnökei (头部) 219–376 | a toupu (tóu bù) törzs főnökei (头部) 219–376 | a toupu (tóu bù) törzs főnökei (头部) 219–376         |
| --------------------------------------------- | --------------------------------------------- | --------------------------------------------- | --------------------------------------------- | --------------------------------------------- | --------------------------------------------- | --------------------------------------------- | ----------------------------------------------------- |
| Shén Yuán Wáng                                | Sen-jüan Vang                                 | 神元王                                        | Tuòbá Lìwēi                                   | To-pa Li-vej                                  | 拓拔力微                                      | 219–277                                       |                                                       |
| Zhāng Wáng                                    | Csang Vang                                    | 章王                                          | Tuòbá Xī Lù                                   | To-pa Hszi-lu                                 | 拓拔悉鹿                                      | 277–286                                       |                                                       |
| Píng Wáng                                     | Ping Vang                                     | 平王                                          | Tuòbá Chuò                                    | To-pa Cso                                     | 拓拔綽                                        | 286–293                                       |                                                       |
| Sī Wáng                                       | Sze Vang                                      | 思王                                          | Tuòbá Fú                                      | To-pa Fu                                      | 拓拔弗                                        | 293–294                                       |                                                       |
| Taj (Dài) királyai (代王) 305–376             |                                               |                                               |                                               |                                               |                                               |                                               |                                                       |
| Zhāo Wáng                                     | Csao Vang                                     | 昭王                                          | Tuòbá Lùguān                                  | To-pa Lu-kuan                                 | 拓拔祿官                                      | 294–307                                       |                                                       |
| Mù Wáng                                       | Mu Vang                                       | 穆王                                          | Tuòbá Yī Tuō                                  | To-pa Ji-tuo                                  | 拓拔猗㐌                                      | 295–305                                       |                                                       |
| Mù Wáng                                       | Mu Vang                                       | 穆王                                          | Tuòbá Yī Lú                                   | To-pa Ji-lu                                   | 拓拔猗盧                                      | 295–316                                       |                                                       |
|                                               |                                               |                                               | Tuòbá Pǔ Gēn                                  | To-pa Pu-ken                                  | 拓拔普根                                      | 316                                           |                                                       |
| Tuòbá (...)                                   | To-pa (...)                                   | 拓拔?                                         | 316                                           |                                               |                                               |                                               |                                                       |
| Píng Wén Wáng                                 | Ping-ven Vang                                 | 平文王                                        | Tuòbá Yù Lù                                   | To-pa Jü-lu                                   | 拓拔鬱律                                      | 316–321                                       |                                                       |
| Huì Wáng                                      | Huj Vang                                      | 惠王                                          | Tuòbá Hè Rǔ                                   | To-pa Ho-zsu                                  | 拓拔賀傉                                      | 321–325                                       |                                                       |
| Yáng Wáng                                     | Jang Vang                                     | 煬王                                          | Tuòbá Hè Nà                                   | To-pa Ho-na                                   | 拓拔紇那                                      | 325–329 335–337                               |                                                       |
| Liè Wáng                                      | Lie Vang                                      | 烈王                                          | Tuòbá Yī Huá                                  | To-pa Ji-hua                                  | 拓拔翳槐                                      | 329–335 337–338                               |                                                       |
| Zhāo Chéng Wáng                               | Csao-cseng Vang                               | 昭成王                                        | Tuòbá Shí Yì Jiàn                             | To-pa Si Ji-csien                             | 拓拔什翼健                                    | 338–376                                       | a To-pák (Tuòbák) 386-tól Pej Vej (Bei Wei) uralkodói |

#### Juvenek, tiefuk (260–391)
| név                                                                     | név                                           | név                                           | idő                                           | megjegyzés                                    |
| pinjin                                                                  | magyaros                                      | kínai                                         | idő                                           | megjegyzés                                    |
| a juven (yǔ wén) törzs főnökei (宇文) 260–345                           | a juven (yǔ wén) törzs főnökei (宇文) 260–345 | a juven (yǔ wén) törzs főnökei (宇文) 260–345 | a juven (yǔ wén) törzs főnökei (宇文) 260–345 | a juven (yǔ wén) törzs főnökei (宇文) 260–345 |
| ----------------------------------------------------------------------- | --------------------------------------------- | --------------------------------------------- | --------------------------------------------- | --------------------------------------------- |
| Yǔwén Mò Huái                                                           | Ju-ven Mo-huaj                                | 宇文莫槐                                      | 260–293                                       |                                               |
| Yǔwén Pǔhuí (Yuwen Pubō)                                                | Ju-ven Pu-huj (Ju-ven Pu-po)                  | 宇文普回 (宇文普撥)                           | 293–29?                                       |                                               |
| Yǔwén Qiū Bù Qín                                                        | Ju-ven Csiu Pu-csin                           | 宇文丘不勤                                    | 29?–299                                       |                                               |
| Yǔwén Mò Guī                                                            | Ju-ven Mo-kuj                                 | 宇文莫圭                                      | 299–302                                       |                                               |
| Yǔwén Xī Dú Guān                                                        | Ju-ven Hszi Tu-kuan                           | 宇文悉獨官                                    | 302–3??                                       |                                               |
| Yǔwén Qǐ Dé Guī                                                         | Ju-ven Csi Tö-kuj                             | 宇文乞得歸                                    | 3??–333                                       |                                               |
| Yǔwén Yì Dòu Guī                                                        | Ju-ven Ji Tou-kuj                             | 宇文逸豆歸                                    | 333–345                                       |                                               |
| a hsziungnu (xiōng nú) tiefu törzs főnökei (匈奴支系铁弗部首领) 260–391 |                                               |                                               |                                               |                                               |
| Liú Qù Beī                                                              | Liu Csü-pej                                   | 劉去卑                                        | 260–272                                       |                                               |
| Liú Gào Shēng Yuán                                                      | Liu Kao Seng-jüan                             | 劉誥升爰                                      | 272–309                                       |                                               |
| Liú Hǔ                                                                  | Liu Hu                                        | 劉虎                                          | 309–341                                       |                                               |
| Liú Wù Héng                                                             | Liu Vu-heng                                   | 劉務恒                                        | 341–356                                       |                                               |
| Liú Èlòutóu                                                             | Liu O Lou-tou                                 | 劉閼陋頭                                      | 356–358                                       |                                               |
| Liú Xī Wù Qí                                                            | Liu Hszi Vu-csi                               | 劉悉勿祈                                      | 358–359                                       |                                               |
| Liu Wèi Chén                                                            | Liu Vej-csen                                  | 劉衛辰                                        | 359–391                                       |                                               |

#### Lia Hszi (303–338)
| név              | név              | név      | idő         | megjegyzés |
| pinjin           | magyaros         | kínai    | idő         | megjegyzés |
| ---------------- | ---------------- | -------- | ----------- | ---------- |
| Duàn Wù Wù Chén  | Tuan Vu Vu-csen  | 段務勿塵 | 303–310/311 |            |
| Duàn Jí Lù Quàn  | Tuan Csi Lu-kuan | 段疾陸眷 | 310/311–318 |            |
| Duàn Shè Fù Chén | Tuan Sö Fu-csen  | 段涉復辰 | 318         |            |
| Duàn Pì Dì       | Tuan Pi-ti       | 段匹磾   | 318–321     |            |
| Duàn Mò Pēi      | Tuan Mo-pej      | 段末柸   | 318–325     |            |
| Duàn Yá          | Tuan Ja          | 段牙     | 325         |            |
| Duàn Liá         | Tuan Lia         | 段遼     | 326–338     |            |

#### Zsan Vej (350–352)
| posztumusz név | posztumusz név   | posztumusz név | személynév | személynév | személynév | idő     | megjegyzés                                       |
| pinjin         | magyaros         | kínai          | pinjin     | magyaros   | kínai      | idő     | megjegyzés                                       |
| -------------- | ---------------- | -------------- | ---------- | ---------- | ---------- | ------- | ------------------------------------------------ |
| Dàowǔ Tiānwáng | Tao-vu Tien-vang | 道武天王       | Rǎn Min    | Zsan Min   | 冉閔       | 350–352 | Csien Jen (Qián Yān) fennhatósága (前燕) 352–384 |

#### Hszi Jen (384–394)
| posztumusz név | posztumusz név     | posztumusz név | személynév   | személynév | személynév | idő     | megjegyzés                                         |
| pinjin         | magyaros           | kínai          | pinjin       | magyaros | kínai      | idő     | megjegyzés                                         |
| -------------- | ------------------ | -------------- | ------------ | --- | ---------- | ------- | -------------------------------------------------- |
| Wēi Dì         | Vej Ti             | 威帝           | Mùróng Hóng  | Mu-zsung Hung | 慕容泓     | 384     | Hou Jen (Hòu Yān) és Hszi Jen (Xī Yān) különválása |
|                |                    |                | Mùróng Chōng | I. Mu-zsung Csung | 慕容沖     | 384–386 |                                                    |
| Duàn Suí       | Tuan Szuj          | 段隨           | 386          | |            |         |                                                    |
| Mùróng Tāo     | Mu-zsung Tao       | 慕容韜         | 386          | |            |         |                                                    |
| Mùróng Yáo     | Mu-zsung Jao       | 慕容瑤         | 386          | |            |         |                                                    |
| Mùróng Zhōng   | II. Mu-zsung Csung | 慕容忠         | 386          | |            |         |                                                    |
| Mùróng Yǒng    | Mu-zsung Jung      | 慕容永         | 386–394      | Mu-zsung Csuj (Mùróng Chuí) legyőzi és kivégzi Mu-zsung Jung (Mùróng Yǒng)ot Hou Jen (Hòu Yān) fennhatósága (后燕) 394–405 |            |         |                                                    |

#### Su (405–413)
| posztumusz név | posztumusz név | posztumusz név | személynév | személynév | személynév | idő     | megjegyzés                                                                                |
| pinjin         | magyaros       | kínai          | pinjin     | magyaros   | kínai      | idő     | megjegyzés                                                                                |
| -------------- | -------------- | -------------- | ---------- | ---------- | ---------- | ------- | ----------------------------------------------------------------------------------------- |
| Chéngdū Wáng   | Cseng-tu Vang  | 成都王         | Qià Zōng   | Csia Cung  | 譙縱       | 405–413 | Jao Hszing (Yáo Xǐng) vazallusa, majd önálló Su (Shǔ) polgárháborúban omlik össze 413-ban |

#### Vuhszing (473–555)
| posztumusz név | posztumusz név | posztumusz név | személynév     | személynév                                                                         | személynév | idő             | megjegyzés |
| pinjin         | magyaros       | kínai          | pinjin         | magyaros                                                                           | kínai      | idő             | megjegyzés |
| -------------- | -------------- | -------------- | -------------- | ---------------------------------------------------------------------------------- | ---------- | --------------- | ---------- |
|                |                |                | Yáng Wén Dù    | Jang Ven-tu                                                                        | 楊文度     | 473–477         |            |
| Yáng Wén Hóng  | Jang Ven-hung  | 楊文弘         | 477–482        |                                                                                    |            |                 |            |
| Yáng Hòu Qǐ    | Jang Hou-csi   | 楊後起         | 482–486        |                                                                                    |            |                 |            |
| Ān Wáng        | An Vang        | 安王           | Yáng Jí Shǐ    | Jang Csi-si                                                                        | 楊集始     | 482–503         |            |
|                |                |                | Yáng Shào Xiān | Jang Sao-hszien                                                                    | 楊紹先     | 503–506 534–535 |            |
| Yáng Zhì Huì   | Jang Cse-huj   | 楊智慧         | 535–545        |                                                                                    |            |                 |            |
| Yáng Bì Xié    | Jang Pi-hszie  | 楊辟邪         | 545–553        | Jang Cse-huj (Yáng Zhì Huì) és Jang Pi-hszie (Yáng Bì Xié) lehet ugyanaz a személy |            |                 |            |

#### Jinping (477 – 5. század)
| személynév       | személynév         | személynév | idő     | megjegyzés |
| pinjin           | magyaros           | kínai      | idő     | megjegyzés |
| ---------------- | ------------------ | ---------- | ------- | ---------- |
| Yáng Guǎng Xiāng | Jang Kuang-hsziang | 楊廣香     | 477–483 |            |
| Yáng Jiǒng       | Jang Csiung        | 楊炯       | 483–495 |            |
| Yáng Chóng Zǔ    | Jang Csung-cu      | 楊崇祖     | 495–502 |            |
| Yáng Mèng Sūn    | Jang Meng-szun     | 楊孟孫     | 502–511 |            |
| Yáng Dìng        | Jang Ting          | 楊定       | 511–?   |            |

## Északi és déli dinasztiák
Északi dinasztiák (北朝 Pej Csao (Bei Chao)) és déli dinasztiák (南朝 Nan Csao (Nan Chao))

### Északi dinasztiák (386–581)
| posztumusz név                                  | posztumusz név                              | posztumusz név                              | személynév                                  | személynév                                  | személynév                                  | élt                                         | idő                                         | megjegyzés                                                       |
| pinjin                                          | magyaros                                    | kínai                                       | pinjin                                      | magyaros                                    | kínai                                       | élt                                         | idő                                         | megjegyzés                                                       |
| Pej Vej (Bei Wei) (北魏 északi Vej) 386–535     | Pej Vej (Bei Wei) (北魏 északi Vej) 386–535 | Pej Vej (Bei Wei) (北魏 északi Vej) 386–535 | Pej Vej (Bei Wei) (北魏 északi Vej) 386–535 | Pej Vej (Bei Wei) (北魏 északi Vej) 386–535 | Pej Vej (Bei Wei) (北魏 északi Vej) 386–535 | Pej Vej (Bei Wei) (北魏 északi Vej) 386–535 | Pej Vej (Bei Wei) (北魏 északi Vej) 386–535 | Pej Vej (Bei Wei) (北魏 északi Vej) 386–535                      |
| ----------------------------------------------- | ------------------------------------------- | ------------------------------------------- | ------------------------------------------- | ------------------------------------------- | ------------------------------------------- | ------------------------------------------- | ------------------------------------------- | ---------------------------------------------------------------- |
| Dào Wǔ Dì                                       | Tao Vu-ti                                   | 道武帝                                      | Tuòbá Guī                                   | To-pa Kuj                                   | 拓拔珪                                      | 371.8.4.–409.11.6.                          | 386.2.20.–409.11.6.                         |                                                                  |
| Míng Yuán Dì                                    | Ming Jüan-ti                                | 明元帝                                      | Tuòbá Sì                                    | To-pa Sze                                   | 拓拔嗣                                      | 392.–423.12.24.                             | 409.11.10.–423.12.24.                       |                                                                  |
| Tài Wǔ Dì                                       | Taj Vu-ti                                   | 太武帝                                      | Tuòba Tāo                                   | To-pa Tao                                   | 拓拔燾                                      | 408.–452.3.11.                              | 423.12.27.–452.3.11.                        |                                                                  |
| Nán Ān Wáng                                     | Nan-an Vang                                 | 南安王                                      | Tuòbá Yǔ                                    | To-pa Jü                                    | 拓拔余                                      | ?–452.10.29.                                | 452.3.11.–452.10.29.                        |                                                                  |
| Wén Chéng Dì                                    | Ven Cseng-ti                                | 文成帝                                      | Tuòba Jùn                                   | To-pa Csün                                  | 拓拔濬                                      | 440.–465.6.20.                              | 452.10.31.–465.6.20.                        |                                                                  |
| Xiàn Wén Dì                                     | Hszien Ven-ti                               | 獻文帝                                      | Tuòbá Hóng                                  | To-pa Hung                                  | 拓拔弘                                      | 454.–476.7.20.                              | 465.6.21.–471.9.20.                         |                                                                  |
| Xià Wén Dì                                      | Hszia Ven-ti                                | 孝文帝                                      | Yuán Hóng                                   | Jüan Hung                                   | 元宏                                        | 467.10.13.–499.4.26.                        | 471.9.20.–499.4.26.                         | születési neve To-pa (Tuòbá), felvette a Jüan (Yuán) családnevet |
| Xuān Wǔ Dì                                      | Hszüan Vu-ti                                | 宣武帝                                      | Yuán Kè                                     | Jüan Ko                                     | 元恪                                        | 483.–515.2.12.                              | 499.5.7.–515.2.12.                          |                                                                  |
| Xià Míng Dì                                     | I. Hszia Ming-ti                            | 孝明帝                                      | Yuán Xǔ                                     | Jüan Hszü                                   | 元詡                                        | 510.4.8.–528.3.31.                          | 515.2.12.–528.3.31.                         |                                                                  |
| Yòu Zhǔ                                         | Jou Csu                                     | 幼主                                        | Yuán Zhāo                                   | Jüan Csao                                   | 元釗                                        | 526.–528.5.17.                              | 528.4.2.–528.5.17.                          |                                                                  |
| Xià Zhuāng Dì                                   | Hszia Csuang-ti                             | 孝莊帝                                      | Yuán Zǐ Yōu                                 | Jüan Ce-ju                                  | 元子攸                                      | 507.–531.1.16.                              | 528.5.15.–531.1.16.                         |                                                                  |
| Cháng Guǎng Wáng (Jíng Dì)                      | Csang-kuang Vang (Csing Ti)                 | 長廣王 (敬帝)                               | Yuán Yè                                     | Jüan Je                                     | 元曄                                        | 512.–532.12.26.                             | 530.12.5.–531.4.5.                          |                                                                  |
| Jiè Mín Dì                                      | Csie Min-ti                                 | 節閔帝                                      | Yuán Gōng                                   | Jüan Kung                                   | 元恭                                        | 498.–532.6.21.                              | 531.4.1.–532.VI.                            |                                                                  |
| Ān Dìng Wáng (Chū Dì)                           | An-ting Vang (Csu Ti)                       | 安定王 (出帝)                               | Yuán Lǎng                                   | Jüan Lang                                   | 元朗                                        | 513.–532.12.26.                             | 531.10.30.–532.VI.                          |                                                                  |
| Xià Wǔ Dì                                       | II. Hszia Vu-ti                             | 孝武帝                                      | Yuán Xiū                                    | Jüan Hsziu                                  | 元脩                                        | 510.–535.2.3.                               | 532.6.13.–535.2.3.                          |                                                                  |
| Tung Vej (Dong Wei) (东魏 keleti Vej) 534–550   |                                             |                                             |                                             |                                             |                                             |                                             |                                             |                                                                  |
| Xià Jíng Dì                                     | Hszia Csing-ti                              | 孝靜帝                                      | Yuán Shàn Jiàn                              | Jüan San-csien                              | 元善見                                      | 524.–551.1.21.                              | 534.–550.                                   |                                                                  |
| Pej Csi (Bei Qi) (北齐 északi Csi (Qi)) 550–579 |                                             |                                             |                                             |                                             |                                             |                                             |                                             |                                                                  |
| Wén Xuān Dì                                     | Ven-hszüan Ti                               | 文宣帝                                      | Gāo Yáng                                    | Kao Jang                                    | 高洋                                        | 526.–559.11.25.                             | 550.6.9.–559.11.25.                         |                                                                  |
| Fèi Dì                                          | III. Fej Ti                                 | 廢帝                                        | Gāo Yīn                                     | Kao Jin                                     | 高殷                                        | 545.–561.IX.                                | 559.–560.                                   |                                                                  |
| Xià Zhāo Dì                                     | Hszia-csao Ti                               | 孝昭帝                                      | Gāo Yǎn                                     | Kao Jan                                     | 高演                                        | 535.–561.11.24.                             | 560.–561.11.24.                             |                                                                  |
| Wǔ Chéng Dì                                     | Vu-cseng Ti                                 | 武成帝                                      | Gāo Zhàn                                    | Kao Csan                                    | 高湛                                        | 538.–569.1.13.                              | 561.12.3.–565.6.8.                          |                                                                  |
| Hòu Zhǔ                                         | Hou Csu                                     | 後主                                        | Gāo Wěi                                     | Kao Vej                                     | 高緯                                        | 556.5.29.–577.XI.                           | 565.6.8.–577.2.4                            |                                                                  |
| Yòu Zhǔ                                         | Jou Csu                                     | 幼主                                        | Gāo Héng                                    | Kao Heng                                    | 高恆                                        | 570.–577/578.                               | 577.                                        |                                                                  |
| Fàn Yáng Wáng                                   | Fan-jang Vang                               | 范陽王                                      | Gāo Shào Yì                                 | Kao Sao-ji                                  | 高紹義                                      | 546.–579. u.                                | 577.–579.                                   |                                                                  |
| Hszi Vej (Xi Wei) (北魏 nyugati Vej) 535–557    |                                             |                                             |                                             |                                             |                                             |                                             |                                             |                                                                  |
| Wén Dì                                          | III. Ven Ti                                 | 文帝                                        | Yuán Bǎo Jù                                 | Jüan Pao-csü                                | 元寶炬                                      | 507.–551.III.                               | 535.–551.III.                               |                                                                  |
| Fèi Dì                                          | II. Fej Ti                                  | 廢帝                                        | Yuán Qīn                                    | Jüan Csin                                   | 元欽                                        | 525.–554.IV.                                | 551.3.28.–554.IV.                           |                                                                  |
| Gōng Dì                                         | Kung Ti                                     | 恭帝                                        | Yuán Kuò                                    | Jüan Kuo                                    | 元廓                                        | 537.–557.                                   | 554.–557.                                   |                                                                  |
| Pej Csou (Bei Zhou) (北周 északi Csou) 557–581  |                                             |                                             |                                             |                                             |                                             |                                             |                                             |                                                                  |
| Xià Mín Dì                                      | Hszia Min-ti                                | 孝閔帝                                      | Yǔwén Jué                                   | Jü-ven Csüe                                 | 宇文覺                                      | 542.–557.                                   | 557.2.15.–557.                              |                                                                  |
| Míng Dì (Xià Míng Dì)                           | V. Ming Ti (Hszia Ming-ti)                  | 明帝 (孝明帝)                               | Yǔwén Yù                                    | Jü-ven Jü                                   | 宇文毓                                      | 534.–560.5.30.                              | 557–560.5.30.                               |                                                                  |
| Wǔ Dì                                           | VII. Vu Ti                                  | 武帝                                        | Yǔwén Yōng                                  | Jü-ven Jung                                 | 宇文邕                                      | 543.–578.6.21.                              | 560.5.31.–578.6.21.                         |                                                                  |
| Xuān Dì                                         | IV. Hszüan Ti                               | 宣帝                                        | Yǔwén Yūn                                   | Jü-ven Jün                                  | 宇文贇                                      | 559.–580.6.22.                              | 578.–579.                                   |                                                                  |
| Jìng Dì                                         | III. Csing Ti                               | 靜帝                                        | Yǔwén Chǎn                                  | Jü-ven Csan                                 | 宇文闡                                      | 573.VI.–581.5.9.                            | 579.4.1.–581.3.4.                           |                                                                  |

### Déli dinasztiák (420–589)
| Wǔ Dì                     | III. Vu Ti                | 武帝          | Liú Yù        | Liu Jü          | 劉裕   | 363.4.16.–422.6.26.   | 420.7.10.–422.6.26.  |                           |
| Shǎo Dì                   | IV. Sao Ti                | 少帝          | Liú Yì Fú     | Liu Ji-fu       | 劉義符 | 406.–424.8.4.         | 422.6.26.–424.7.7.   |                           |
| Wén Dì                    | II. Ven Ti                | 文帝          | Liú Yì Lóng   | Liu Ji-lung     | 劉義隆 | 407.–453.3.16.        | 424.9.17.–453.3.16.  |                           |
| Xià Wǔ Dì                 | I. Hszia Vu-ti            | 孝武帝        | Liú Jùn       | Liu Csün        | 劉駿   | 430.9.19.–464.7.12.   | 454.5.20.–464.7.12.  |                           |
| Qián Fèi Dì               | Csien Fej-ti              | 前廢帝        | Liú Zǐ Yè     | Liu Ce-je       | 劉子業 | 449.2.25.–466.1.1.    | 464.7.12.–466.1.1.   |                           |
| Míng Dì                   | III. Ming Ti              | 明帝          | Liú Yǔ        | Liu Jü          | 劉彧   | 439.12.9.–472.5.10.   | 465.1.9.–472.5.10.   |                           |
| Hòu Fèi Dì (Cāng Wǔ Wáng) | Hou Fej-ti (Cang-vu Vang) | 後廢帝 蒼梧王 | Liú Yǔ        | Liu Jü          | 劉昱   | 463.3.1.–477.8.1.     | 472.5.11.–477.8.1.   |                           |
| Shùn Dì                   | II. Sun Ti                | 順帝          | Liú Zhǔn      | Liu Csun        | 劉準   | 469.8.8.–479.6.23.    | 477.8.5.–479.5.27.   |                           |
| Csi (Qi) (齐) 479–502     |                           |               |               |                 |        |                       |                      |                           |
| Gāo Dì                    | Kao Ti                    | 高帝          | Xià Dào Chéng | Hszia Tao-cseng | 蕭道成 | 427.–482.4.11.        | 479.5.29.–482.4.11.  |                           |
| Wǔ Dì                     | IV. Vu Ti                 | 武帝          | Xià Zé        | Hszia Cö        | 蕭賾   | 440.–493.8.27.        | 482.4.11.–493.8.27.  |                           |
| Yǔ Lín Wáng               | Jü-lin Vang               | 鬱林王        | Xià Zhāo Yè   | Hszia-csao Je   | 蕭昭業 | 473.–494.9.7.         | 493.8.27.–494.9.7.   | Jülin (Yǔlín) hercege     |
| Hǎi Líng Wáng             | Haj-ling Vang             | 海陵王        | Xià Zhāo Wén  | Hszia-csao Ven  | 蕭昭文 | 480.–494.             | 494.9.10.–494.11.23. | Hajling (Hǎilíng) hercege |
| Míng Dì                   | IV. Ming Ti               | 明帝          | Xià Luán      | Hszia Luan      | 蕭鸞   | 452.–498.9.1.         | 494.12.22.–498.9.1.  |                           |
| Dōng Hūn Hóu              | Tung-hun Hou              | 東昏侯        | Xià Bǎo Juán  | Hszia-pao Jüan  | 蕭寶卷 | 483.–501.XII.         | 499.–501.            |                           |
| Hé Dì                     | Ho Ti                     | 和帝          | Xià Bǎo Róng  | Hszia-pao Zsung | 蕭寶融 | 488.–502.             | 501.4.14.–502.4.30.  |                           |
| Liang (南) 502–557        |                           |               |               |                 |        |                       |                      |                           |
| Wǔ Dì                     | V. Vu Ti                  | 武帝          | Xià Yǎn       | Hszia Jen       | 蕭衍   | 464.9.17.–549.8.12.   | 502–549.8.12.        |                           |
| Jiǎn Wén Dì               | Csien-ven Ti              | 簡文帝        | Xià Gāng      | Hszia Kang      | 蕭綱   | 503.12.2.–551.11.15.  | 549–551.11.15.       |                           |
| Yǔ Zhāng Wáng             | Jü-csang Vang             | 豫章王        | Xià Dòng      | Hszia Tung      | 蕭棟   | ?–551.                | 551.VIII.–551.X.     |                           |
| Yuán Dì                   | III. Jüan Ti              | 元帝          | Xià Yì        | Hszia Ji        | 蕭繹   | 508.9.16.–555.1.7.    | 552.12.13.–555.1.7.  |                           |
| Zhēn Yáng Hóu             | Csen-jang Hou             | 貞陽侯        | Xià Yuán Míng | Hszia Jüan-ming | 蕭淵明 | ?–556.                | 555.7.1.–555.10.29.  |                           |
| Jìng Dì                   | II. Csing Ti              | 敬帝          | Xià Fāng Zhì  | Hszia Feng-cse  | 蕭方智 | 543.–558.5.5.         | 555.11.1.–557.11.16. |                           |
| Csen (Chen) (陈) 557–589  |                           |               |               |                 |        |                       |                      |                           |
| Wǔ Dì                     | VI. Vu Ti                 | 武帝          | Chén Bà Xiān  | Csen Pa-hszien  | 陳霸先 | 503.–559.8.9.         | 557.–559.8.9.        |                           |
| Wén Dì                    | IV. Ven Ti                | 文帝          | Chén Qiàn     | Csen Csien      | 陳蒨   | 522.–566.IV.          | 560.–566.IV.         |                           |
| Fèi Dì                    | IV. Fej Ti                | 廢帝          | Chén Bó Zōng  | Csen Po-cung    | 陳伯宗 | 554.V.–570.IV.        | 566–568              |                           |
| Xuān Dì                   | III. Hszüan Ti            | 宣帝          | Chén Xū       | Csen Hszü       | 陳頊   | 530.VII.–582.I.       | 569–582              |                           |
| Hòu Zhǔ                   | Hou Csü                   | 後主          | Chén Shū Bǎo  | Csen Su-pao     | 陳叔寶 | 553.12.10.–604.12.16. | 583.2.20.–589.2.10.  |                           |

#### Déli Liang (555–587)
| posztumusz név                      | posztumusz név                      | posztumusz név                      | személynév                          | személynév                          | személynév                          | templomi név                        | templomi név                        | templomi név                        | élt                                 | idő                                 | megjegyzés                          |
| pinjin                              | magyaros                            | kínai                               | pinjin                              | magyaros                            | kínai                               | pinjin                              | magyaros                            | kínai                               | élt                                 | idő                                 | megjegyzés                          |
| Nan Liang (南梁 déli Liang) 555–587 | Nan Liang (南梁 déli Liang) 555–587 | Nan Liang (南梁 déli Liang) 555–587 | Nan Liang (南梁 déli Liang) 555–587 | Nan Liang (南梁 déli Liang) 555–587 | Nan Liang (南梁 déli Liang) 555–587 | Nan Liang (南梁 déli Liang) 555–587 | Nan Liang (南梁 déli Liang) 555–587 | Nan Liang (南梁 déli Liang) 555–587 | Nan Liang (南梁 déli Liang) 555–587 | Nan Liang (南梁 déli Liang) 555–587 | Nan Liang (南梁 déli Liang) 555–587 |
| ----------------------------------- | ----------------------------------- | ----------------------------------- | ----------------------------------- | ----------------------------------- | ----------------------------------- | ----------------------------------- | ----------------------------------- | ----------------------------------- | ----------------------------------- | ----------------------------------- | ----------------------------------- |
| Xuān Dì                             | II. Hszüan Ti                       | 宣帝                                | Xià Chá                             | Hszia Csa                           | 蕭詧                                | Zhōng Zōng                          | Csung Cung                          | 中宗                                | 519.–562.                           | 555.–562.                           |                                     |
| Xià Míng Dì                         | II. Hszia Ming-ti                   | 孝明帝                              | Xià Kuī                             | Hszia Kuj                           | 蕭巋                                | Shì Zōng                            | Si Cung                             | 世宗                                | 542.–585.V.                         | 562.–585.V.                         |                                     |
| Xià Jìng Dì (Jǔ Gōng)               | Hszia Csing-ti (Csü Kung)           | 孝靜帝 (莒公)                       | Xià Cóng                            | Hszia Cung                          | 蕭琮                                |                                     |                                     |                                     | ?–617. u.                           | 585.–587.                           |                                     |

## Szuj-dinasztia (581–618)
| N  | személynév | személynév | személynév | posztumusz név | posztumusz név | posztumusz név | élt                 | uralkodott           | megjegyzés                      |
| N  | pinjin     | magyaros   | kínai      | pinjin         | magyaros       | kínai          | élt                 | uralkodott           | megjegyzés                      |
| -- | ---------- | ---------- | ---------- | -------------- | -------------- | -------------- | ------------------- | -------------------- | ------------------------------- |
| 1. | Yáng Jiān  | Jang Csien | 楊堅       | Wén Dì         | Ven Ti         | 文帝           | 541.7.21.–604.8.13. | 581.3.4.–604.8.13.   |                                 |
| 2. | Yáng Guáng | Jang Kuang | 楊廣       | Yáng Dì        | Jang Ti        | 煬帝           | 569.–618.4.11.      | 605.8.21.–617.XII.?  | Fia.                            |
| 3. | Yáng Yòu   | Jang Ju    | 楊侑       | Gōng Dì        | Kong Ti        | 恭帝           | 605.–619.9.14.      | 617.12.18.–618.6.12. | Unokája.                        |
| 4. | Yáng Dòng  | Jang Tung  | 楊侗       | Gōng Huáng Dì  | Kung Huang-ti  | 恭皇帝         | 605.–619.VII.       | 618.6.22.–619.5.23.  | Fivére. 14 évesen meggyilkolták |

## Tang-dinasztia (618–907)
| N                          | templomi név        | templomi név           | templomi név  | személynév       | személynév         | személynév  | élt                  | uralkodott           | megjegyzés                          |
| N                          | pinjin              | magyaros               | kínai         | pinjin           | magyaros           | kínai       | élt                  | uralkodott           | megjegyzés                          |
| -------------------------- | ------------------- | ---------------------- | ------------- | ---------------- | ------------------ | ----------- | -------------------- | -------------------- | ----------------------------------- |
| Tang-dinasztia (618 – 690) |                     |                        |               |                  |                    |             |                      |                      |                                     |
| 1.                         | Gāozǔ               | Kao-cu                 | 高祖          | Lǐ Yuān          | Li Jüan            | 李淵        | 566.–635.6.25.       | 618.6.18.–626.9.4.   |                                     |
| 2.                         | Tàizōng             | Taj-cung               | 太宗          | Lǐ Shì Mín       | Li Si-min          | 李世民      | 599.1.28.–649.7.10.  | 626.9.4.–649.7.10.   | Fia.                                |
| 3.                         | Gāozōng             | Kao-cung               | 高宗          | Lǐ Zhì           | Li Cse             | 李治        | 628.7.21.–683.12.27. | 649.7.15.–683.12.27. | Fia.                                |
| 4.                         | Zhōngzōng           | Csung-cung             | 中宗          | Lǐ Xiǎn (Lǐ Zhé) | Li Hszien (Li Csö) | 李顯 (李哲) | 656.11.26.–710.7.3.  | 684.1.3.–684.2.26.   | Fia. Vu Hou megfosztotta a tróntól, |
| 5.                         | Ruìzōng             | Zsuj-cung              | 睿宗          | Lǐ Dàn           | Li Tan             | 李旦        | 662.6.22.–716.7.13.  | 684.2.27.–690.8.17.  | Fivére. Vu Hou interregnuma         |
| Csou-dinasztia (690–705)   |                     |                        |               |                  |                    |             |                      |                      |                                     |
| –                          | Wǔ Hòu              | Vu Hou (császárnő)     | 武后          | Wǔ Zé Tiān       | Vu Cö-tien         | 武則天      | 624.2.17.–705.12.16. | 690.8.18.–705.2.22.  | Kao Cung felesége.                  |
| Tang-dinasztia (705–907)   |                     |                        |               |                  |                    |             |                      |                      |                                     |
|                            |                     | Csung-cung             |               |                  |                    |             | másodszor            | 705.2.23.–710.7.3.   |                                     |
| 6.                         | Shàngdì             | Sang-ti                | 殤帝          | Lǐ Chóng Mào     | Li Csung-mao       | 李重茂      | 695/698.–714.9.5.    | 710.7.8.–710.7.25.   | Fia.                                |
|                            |                     | Zsuj-cung              |               |                  |                    |             | másodszor            | 710.7.24.–712.8.31.  |                                     |
| 7.                         | Xuánzōng            | Hszüan-cung            | 玄宗          | Lǐ Lóng Jī       | Li Lung-cse        | 李隆基      | 685.9.8.–762.5.3.    | 712.9.8.–756.8.13.   | Fia.                                |
| 8.                         | Sùzōng              | Szu-cung               | 肅宗          | Lǐ Hēng          | Li Heng            | 李亨        | 711.2.21.–762.5.16.  | 756.8.13.–762.5.16.  | Fia.                                |
| 9.                         | Dàizōng             | Taj-cung               | 代宗          | Lǐ Yù            | Li Jü              | 李豫        | 727.1.9.–779.5.23.   | 762.5.18.–779.5.23.  | Fia.                                |
| 10.                        | Dézōng              | Tö-cung                | 德宗          | Lǐ Kuò           | Li Kuo             | 李适        | 742.5.27.–805.2.25.  | 779.6.12.–805.2.25.  | Fia.                                |
| 11.                        | Shùnzōng            | Sun-cung               | 順宗          | Lǐ Sòng          | Li Szung           | 李誦        | 761.–806.2.11.       | 805.2.28.–805.8.31.  | Fia.                                |
| 12.                        | Xiànzōng            | Hszien-cung            | 憲宗          | Lǐ Chún          | Li Csun            | 李純        | 778.–820.2.14.       | 805.9.5–820.2.14.    | Fia.                                |
| 13.                        | Mùzōng              | Mu-cung                | 穆宗          | Lǐ Héng          | Li Heng            | 李恆        | 795.–824.2.25.       | 820.2.20–824.2.25.   | Fia.                                |
| 14.                        | Jìngzōng            | Csing-cung             | 敬宗          | Lǐ Zhàn          | Li Csan            | 李湛        | 809.7.22.–827.1.9.   | 824.2.29–827.1.9.    | Fia.                                |
| 15.                        | Wénzōng             | Ven-cung               | 文宗          | Lǐ Áng           | Li Ang             | 李昂        | 809.11.20.–840.2.10. | 827.1.13–840.2.10.   | Fivére.                             |
| 16.                        | Wǔzōng              | Vu-cung                | 武宗          | Lǐ Yán           | Li Jen             | 李炎        | 814.7.2.–846.4.22.   | 840.2.20–846.4.22.   | Fivére.                             |
| 17.                        | Xuānzōng            | Hszüan-cung            | 宣宗          | Lǐ Chén          | Li Csen            | 李忱        | 810.7.27.–859.9.7.   | 846.4.25–859.9.7.    | I. Hszien-cung fia.                 |
| 18.                        | Yìzōng              | Ji-cung                | 懿宗          | Lǐ Cuǐ           | Li Cuj             | 李漼        | 833.12.28.–873.8.15. | 859.9.13.–873.8.15.  | Fia.                                |
| 19.                        | Xīzōng              | Hszi-cung              | 僖宗          | Lǐ Xuān          | Li Hszüan          | 李儇        | 862.6.8.–888.4.20.   | 873.8.16.–888.4.20.  | Fia.                                |
| 20.                        | Zhāozōng            | Csao-cung              | 昭宗          | Lǐ Yè            | Li Je              | 李曄        | 867.3.31.–904.9.22.  | 888.4.20.–904.9.22.  | Fivére.                             |
| 21.                        | Aīdì (Zhāo Xuān Dì) | Aj-ti (Csao Hszüan-ti) | 哀帝 (昭宣帝) | Lǐ Zhù           | Li Csu             | 李柷        | 892.9.27.–908.3.26.  | 904.9.26.–907.5.12.  | Fia.                                |

## Vutaj Sikuo (Az öt dinasztia és tíz királyság kora, 897–978)
Kína történetének 897-től 978-ig terjedő szakaszát az „öt dinasztia és tíz királyság” korszakának nevezik (五代十国 Vutaj Sikuo (Wǔ Tài Shí Kuó)) a Tang-dinasztia összeomlásától. Az öt dinasztia a Sárga-folyó völgyének körzetében a korábbi birodalmak romjain létezett, míg tőle délre egészen a mai Vietnámig tíz önálló királyság jött létre. Ezek azonban csak a hagyományosan számításba vett monarchiák, rajtuk kívül még legalább tizennégy szuverén hatalom volt Kína területén.
Ezek közt volt a Lia-dinasztia (Liá Cháo) (遼朝 907–1125) és a Szung-dinasztia (Sòng) (宋 960–1279) is, amelyek véget vetettek a nagy arányú széttagoltságnak a 11. századra.

### Vutaj (Öt dinasztia, 907–960)
| templomi név                                         | templomi név                                     | templomi név                                     | posztumusz név                                   | posztumusz név                                   | posztumusz név                                   | személynév                                       | személynév                                       | személynév                                       | élt                                              | idő                                              | megjegyzés                                       |
| pinjin                                               | magyaros                                         | kínai                                            | pinjin                                           | magyaros                                         | kínai                                            | pinjin                                           | magyaros                                         | kínai                                            | élt                                              | idő                                              | megjegyzés                                       |
| Hou Liang (Hòu Liáng) (后梁 késői Liang) 907–923     | Hou Liang (Hòu Liáng) (后梁 késői Liang) 907–923 | Hou Liang (Hòu Liáng) (后梁 késői Liang) 907–923 | Hou Liang (Hòu Liáng) (后梁 késői Liang) 907–923 | Hou Liang (Hòu Liáng) (后梁 késői Liang) 907–923 | Hou Liang (Hòu Liáng) (后梁 késői Liang) 907–923 | Hou Liang (Hòu Liáng) (后梁 késői Liang) 907–923 | Hou Liang (Hòu Liáng) (后梁 késői Liang) 907–923 | Hou Liang (Hòu Liáng) (后梁 késői Liang) 907–923 | Hou Liang (Hòu Liáng) (后梁 késői Liang) 907–923 | Hou Liang (Hòu Liáng) (后梁 késői Liang) 907–923 | Hou Liang (Hòu Liáng) (后梁 késői Liang) 907–923 |
| ---------------------------------------------------- | ------------------------------------------------ | ------------------------------------------------ | ------------------------------------------------ | ------------------------------------------------ | ------------------------------------------------ | ------------------------------------------------ | ------------------------------------------------ | ------------------------------------------------ | ------------------------------------------------ | ------------------------------------------------ | ------------------------------------------------ |
| Tài Zǔ                                               | Taj Cu                                           | 太祖                                             | Xiànwǔ                                           | Hszien Vu                                        | 獻武                                             | Zhū Wēn                                          | Csu Ven                                          | 朱溫                                             | 852.12.5.–912.7.18.                              | 907.6.1.–912.7.18.                               |                                                  |
|                                                      |                                                  |                                                  |                                                  |                                                  |                                                  | Zhō Yǒugūi                                       | Csu Jung-kuj                                     | 朱友珪                                           | 888?–913.3.27.                                   | 912.7.21.–913.3.27.                              |                                                  |
|                                                      |                                                  |                                                  | Mò Dì                                            | Mo Ti                                            | 末帝                                             | Zhū Tián                                         | Csu Tien                                         | 朱瑱                                             | 888.10.20.–923.11.18.                            | 913–923.11.18.                                   |                                                  |
| Hou Tang (Hòu Táng) (后唐 késői Tang) 923–936        |                                                  |                                                  |                                                  |                                                  |                                                  |                                                  |                                                  |                                                  |                                                  |                                                  |                                                  |
| Zhuāng Zōng                                          | Csuang Cung                                      | 莊宗                                             |                                                  |                                                  |                                                  | Lǐ Cún Xù                                        | Li Cun-hszü                                      | 李存勗                                           | 885.12.2.–926.5.15.                              | 923.5.13.–926.5.15.                              |                                                  |
| Míng Zōng                                            | Ming Cung                                        | 明宗                                             |                                                  |                                                  |                                                  | Lǐ Sì Yuán (Lǐ Dǎn)                              | Li Sze-jüan (Li Tan)                             | 李嗣源 (李亶)                                    | 867.10.10.–933.12.15                             | 926.6.3.–933.12.15.                              |                                                  |
|                                                      |                                                  |                                                  | Jié Mǐn Dì                                       | Csie Min-ti                                      | 節閔帝                                           | Lǐ Cóng Hòu                                      | Li Cung-hou                                      | 李從厚                                           | 914.12.17.–934.5.27.                             | 933.12.20.–934.5.19.                             |                                                  |
|                                                      |                                                  |                                                  | Mò Dì                                            | Mo Ti                                            | 末帝                                             | Lǐ Cóng Kē                                       | Li Cung-ko                                       | 李從珂                                           | 885.2.11.–937.1.11.                              | 934.5.21.–936.1.11.                              |                                                  |
| Hou Csin (Hòu Jìn) (后晋 késői Csin (Jìn)) 936–947   |                                                  |                                                  |                                                  |                                                  |                                                  |                                                  |                                                  |                                                  |                                                  |                                                  |                                                  |
| Gāo Zǔ                                               | Kao Cu                                           | 高祖                                             |                                                  |                                                  |                                                  | Shí Jìng Táng                                    | Si Csing-tang                                    | 石敬瑭                                           | 892.3.30.–942.7.28.                              | 936.11.28.–942.7.28.                             |                                                  |
|                                                      |                                                  |                                                  | Chū Dì                                           | Csu Ti                                           | 出帝                                             | Shí Chòng Guì                                    | Si Csung-kuj                                     | 石重貴                                           | 914.7.22.–947.7.10.                              | 942.7.28.–947.1.11.                              |                                                  |
| Hou Han (Hòu Hàn) (后汉 késői Han) 947–951           |                                                  |                                                  |                                                  |                                                  |                                                  |                                                  |                                                  |                                                  |                                                  |                                                  |                                                  |
| Gāo Zǔ                                               | Kao Cu                                           | 高祖                                             |                                                  |                                                  |                                                  | Liú Zhī Yuǎn                                     | Liu Cse-jüan                                     | 劉知遠                                           | 895.3.4.–948.3.10.                               | 947.3.10.–948.3.10.                              |                                                  |
|                                                      |                                                  |                                                  | Yín Dì                                           | Jin Ti                                           | 隱帝                                             | Liú Chéng Yòu                                    | Liu Cseng-ju                                     | 劉承祐                                           | 931.3.28.–951.1.2.                               | 948.3.14.–951.1.2.                               |                                                  |
| Hou Csou (Hòu Zhōu) (后周 késői Csou (Zhōu)) 951–960 |                                                  |                                                  |                                                  |                                                  |                                                  |                                                  |                                                  |                                                  |                                                  |                                                  |                                                  |
| Tài Zǔ                                               | Taj Cu                                           | 太祖                                             |                                                  |                                                  |                                                  | Guō Wēi                                          | Kuo Vej                                          | 郭威                                             | 904.9.10.–954.2.22.                              | 951.2.13.–954.2.22.                              |                                                  |
| Shí Zōng                                             | Si Cung                                          | 世宗                                             |                                                  |                                                  |                                                  | Chái Róng                                        | Csaj Zsung                                       | 柴榮                                             | 921.10.27.–959.7.27.                             | 954.2.26.–959.7.27.                              |                                                  |
|                                                      |                                                  |                                                  | Gōng Dì                                          | Kung Ti                                          | 恭帝                                             | Chái Zōng Xùn                                    | Csaj Cung-hszün                                  | 柴宗訓                                           | 953.9.14.–973.                                   | 959.7.28.–960.2.3.                               |                                                  |

### Sikuo (Tíz királyság, 897–978)
A „tíz királyság” (Si Kuo (Shí Guó)) a Tang-dinasztia összeomlása után az általa meghódított, ekkor felszabaduló délkelet-kínai területeken alakult meg. 897-től sorban jöttek létre. A tíz királyság nem egy időben létezett, hanem az adott időszakban, ami a 10. századot jelenti. Mellettük azonban még Jen (Yàn) (911–914), Csi Kuo (Qí Guó) (907–924), Csao (Zhāo) (910–921), Tingnan (Dìng Nán) csietusi (jiédùshǐ) („katonai kormányzóság”) (881–1038), Csingjüan (Qīngyuán) csietusi (jiédùshǐ) (933–978), Csivu (Jīwǔ) csietusi (jiédùshǐ), Vuping (Wuping) csietusi (jiédùshǐ) (950–963), Csüancsang (Quánzhāng) csietusi (jiédùshǐ) (945–978), Jin (Yīn) (943–945), Csangje (Zhāngyè), Tuanhuang (Dūnhuáng) és Liangcsu (Liángzhōu) is időleges függetlenséget élvezett.

#### Csu (897–951)
| posztumusz név | posztumusz név  | posztumusz név | személynév  | személynév    | személynév | élt            | idő     | megjegyzés |
| pinjin         | magyaros        | kínai          | pinjin      | magyaros      | kínai      | élt            | idő     | megjegyzés |
| -------------- | --------------- | -------------- | ----------- | ------------- | ---------- | -------------- | ------- | ---------- |
| Wǔ Mù Wáng     | Vu-mu Vang      | 武穆王         | Mǎ Yīn      | Ma Jin        | 馬殷       | 853.–930.12.2. | 897–930 |            |
| Héng Yàng Wáng | Heng-jang Vang  | 衡陽王         | Mǎ Xī Shēng | Ma Hszi-seng  | 馬希聲     | 898.–932.8.15. | 930–932 |            |
| Wén Zhāo Wáng  | Ven-csao Vang   | 文昭王         | Mǎ Xī Fàn   | Ma Hszi-fan   | 馬希範     | 899.–947.5.30. | 932–947 |            |
| Fèi Wáng       | Fej Vang        | 廢王           | Mǎ Xī Guāng | Ma Hszi-kuang | 馬希廣     | ?–950.         | 947–950 |            |
| Gōng Xià Wáng  | Kung-hszia Vang | 恭孝王         | Mǎ Xī È     | Ma Hszi-o     | 馬希萼     | 950.–953.      | 950     |            |
|                |                 |                | Mǎ Xī Chōng | Ma Hszi-csung | 馬希崇     | 912.–?         | 950–951 |            |

#### Vu (904–937)
| templomi név | templomi név | templomi név | posztumusz név | posztumusz név | posztumusz név | személynév    | személynév     | személynév | élt             | idő     | megjegyzés |
| pinjin       | magyaros     | kínai        | pinjin         | magyaros       | kínai          | pinjin        | magyaros       | kínai      | élt             | idő     | megjegyzés |
| ------------ | ------------ | ------------ | -------------- | -------------- | -------------- | ------------- | -------------- | ---------- | --------------- | ------- | ---------- |
| Tài Zǔ       | Taj Cu       | 太祖         | Xià Wǔ Dì      | Hszia Vu-ti    | 孝武帝         | Yáng Xíng Mì  | Jang Hszing-mi | 楊行密     | 852.–905.12.24. | 904–905 |            |
| Liè Zōng     | Lie Cung     | 烈宗         | Jǐng Dì        | Csing Ti       | 景帝           | Yáng Wò       | Jang Vo        | 楊渥       | 886.–908.6.9.   | 905–908 |            |
| Gāo Zǔ       | Kao Cu       | 高祖         | Xuān Dì        | Hszüan Ti      | 宣帝           | Yáng Lóng Yǎn | Jang Lung-jen  | 楊隆演     | 897.–920.6.17.  | 908–920 |            |
|              |              |              | Ruì Dì         | Zsuj Ti        | 睿帝           | Yáng Pǔ       | Jang Pu        | 楊溥       | 900.–939.1.21.  | 920–937 |            |

#### Vu Jüe (904–978)
| templomi név  | templomi név  | templomi név | posztumusz név  | posztumusz név    | posztumusz név | személynév          | személynév      | személynév | élt                  | idő     | megjegyzés |
| pinjin        | magyaros      | kínai        | pinjin          | magyaros          | kínai          | pinjin              | magyaros        | kínai      | élt                  | idő     | megjegyzés |
| ------------- | ------------- | ------------ | --------------- | ----------------- | -------------- | ------------------- | --------------- | ---------- | -------------------- | ------- | ---------- |
| Tài Zǔ        | Taj Cu        | 太祖         | Wǔ Sù Wáng      | Vu-szu Vang       | 武肅王         | Qián Liú            | Csien Liu       | 錢鏐       | 852.3.10.–932.5.6.   | 904–932 |            |
| Shì Zōng      | Si Cung       | 世宗         | Wén Mù Wáng     | Ven-mu Vang       | 文穆王         | Qián Yuán Guàn      | Csien Jüan-kuan | 錢元瓘     | 887.11.30.–941.9.17. | 932–941 |            |
| Chéng Zōng    | Cseng Cung    | 成宗         | Zhōng Xiàn Wáng | Csung-hszien Vang | 忠獻王         | Qián Zuǒ            | Csien Co        | 錢佐       | 928.8.10.–947.6.22.  | 941–947 |            |
|               |               |              | Zhōng Xǜn Wáng  | Csung-hszün Vang  | 忠遜王         | Qián Zōng           | Csien Cung      | 錢倧       | 928.–971.            | 947     |            |
| Zhōng Yì Wáng | Csung-ji Vang | 忠懿王       | Qián Chù        | Csien Csu         | 錢俶           | 929.9.29.–988.10.7. | 947–978         |            |                      |         |            |

#### Csing Nan (Nan Ping, 906–963)
| posztumusz név | posztumusz név  | posztumusz név | személynév   | személynév    | személynév | élt            | idő     | megjegyzés |
| pinjin         | magyaros        | kínai          | pinjin       | magyaros      | kínai      | élt            | idő     | megjegyzés |
| -------------- | --------------- | -------------- | ------------ | ------------- | ---------- | -------------- | ------- | ---------- |
| Wǔ Xìn Wáng    | Vu-hszin Vang   | 武信王         | Gāo Jì Xīng  | Kao Ji-hszing | 高季興     | 858.–919.1.28. | 909–929 |            |
| Wén Xiān Wáng  | Ven-hszien Vang | 文獻王         | Gāo Cóng Huì | Kao Cung-huj  | 高從誨     | 891.–948.12.1. | 929–948 |            |
| Zhēn Yì Wáng   | Csen-ji Vang    | 貞懿王         | Gāo Bǎo Róng | Kao Pao-zsung | 高寶融     | 920.–960.      | 948–960 |            |
| Shì Zhōng      | Si Csung        | 侍中           | Gāo Bǎo Xù   | Kao Pao-hszü  | 高寶勗     | 924.–962.      | 960–962 |            |
|                |                 |                | Gāo Jì Chōng | Kao Csi-csung | 高繼沖     | 943.–973.      | 962–963 |            |

#### Su (Csien Su és Hou Su, 907–965)
| templomi név                       | templomi név                       | templomi név                       | személynév                         | személynév                         | személynév                         | élt                                | idő                                | megjegyzés                         |
| pinjin                             | magyaros                           | kínai                              | pinjin                             | magyaros                           | kínai                              | élt                                | idő                                | megjegyzés                         |
| Csien Su (Qián Shǔ) (前蜀) 907–925 | Csien Su (Qián Shǔ) (前蜀) 907–925 | Csien Su (Qián Shǔ) (前蜀) 907–925 | Csien Su (Qián Shǔ) (前蜀) 907–925 | Csien Su (Qián Shǔ) (前蜀) 907–925 | Csien Su (Qián Shǔ) (前蜀) 907–925 | Csien Su (Qián Shǔ) (前蜀) 907–925 | Csien Su (Qián Shǔ) (前蜀) 907–925 | Csien Su (Qián Shǔ) (前蜀) 907–925 |
| ---------------------------------- | ---------------------------------- | ---------------------------------- | ---------------------------------- | ---------------------------------- | ---------------------------------- | ---------------------------------- | ---------------------------------- | ---------------------------------- |
| Gāo Zǔ                             | Kao Cu                             | 高祖                               | Wáng Jián                          | Vang Csien                         | 王建                               | 847.–918.7.11.                     | 907–918                            |                                    |
| Hòu Zhǔ                            | Hou Csu                            | 後主                               | Wáng Yǎn                           | Vang Jen                           | 王衍                               | 899.–926.                          | 918–925                            |                                    |
| Hou Su (Hóu Shǔ) (后蜀) 934–965    |                                    |                                    |                                    |                                    |                                    |                                    |                                    |                                    |
| Gāo Zǔ                             | Kao Cu                             | 高祖                               | Mèng Zhī Xiáng                     | Meng Cse-hsziang                   | 孟知祥                             | 874.5.10.–934.9.7.                 | 934                                |                                    |
| Hòu Zhǔ                            | Hou Csu                            | 後主                               | Mèng Chǎng                         | Meng Csang                         | 孟昶                               | 919.–965.7.12.                     | 934–965                            |                                    |

#### Min (909–945)
| templomi név | templomi név | templomi név | posztumusz név | posztumusz név | posztumusz név | személynév     | személynév     | személynév | élt             | idő     | megjegyzés |
| pinjin       | magyaros     | kínai        | pinjin         | magyaros       | kínai          | pinjin         | magyaros       | kínai      | élt             | idő     | megjegyzés |
| ------------ | ------------ | ------------ | -------------- | -------------- | -------------- | -------------- | -------------- | ---------- | --------------- | ------- | ---------- |
| Tài Zǔ       | Taj Cu       | 太祖         | Zhōng Yì Wáng  | Csung-ji Vang  | 忠懿王         | Wáng Shěn Zhī  | Vang Sen-cse   | 王審知     | 862.–925.12.30. | 909–925 |            |
|              |              |              |                |                |                | Wáng Yán Hàn   | Vang Jen-han   | 王延翰     | ?–927.1.14.     | 925–927 |            |
| Tài Zōng     | Taj Cung     | 太宗         | Huì Dì         | Huj Ti         | 惠帝           | Wáng Yán Jūn   | Vang Jen-csün  | 王延鈞     | ?–935.11.17.    | 927–935 |            |
| Kāng Zōng    | Kang Cung    | 康宗         |                |                |                | Wáng Jì Péng   | Vang Csi-peng  | 王繼鵬     | ?–939.8.29.     | 935–939 |            |
| Jǐng Zōng    | Csing Cung   | 景宗         | Wáng Yán Xī    | Vang Jen-hszi  | 王延羲         | ?–944.4.8.     | 939–944        |            |                 |         |            |
|              |              |              | Tiān Dé Dì     | Tien Tö-ti     | 天德帝         | Wáng Yán Zhèng | Vang Jen-cseng | 王延政     | ?–951?          | 944–945 |            |

#### Han (Nan Han és Pej Han, 917–979)
| templomi név                                | templomi név                    | templomi név                    | posztumusz név                  | posztumusz név                  | posztumusz név                  | személynév                      | személynév                      | személynév                      | élt                             | idő                             | megjegyzés                      |
| pinjin                                      | magyaros                        | kínai                           | pinjin                          | magyaros                        | kínai                           | pinjin                          | magyaros                        | kínai                           | élt                             | idő                             | megjegyzés                      |
| Nan Han (南汉 déli Han) 917–971             | Nan Han (南汉 déli Han) 917–971 | Nan Han (南汉 déli Han) 917–971 | Nan Han (南汉 déli Han) 917–971 | Nan Han (南汉 déli Han) 917–971 | Nan Han (南汉 déli Han) 917–971 | Nan Han (南汉 déli Han) 917–971 | Nan Han (南汉 déli Han) 917–971 | Nan Han (南汉 déli Han) 917–971 | Nan Han (南汉 déli Han) 917–971 | Nan Han (南汉 déli Han) 917–971 | Nan Han (南汉 déli Han) 917–971 |
| ------------------------------------------- | ------------------------------- | ------------------------------- | ------------------------------- | ------------------------------- | ------------------------------- | ------------------------------- | ------------------------------- | ------------------------------- | ------------------------------- | ------------------------------- | ------------------------------- |
| Gāo Zǔ                                      | Kao Cu                          | 高祖                            | Tiān Huáng Dà Dì                | Tien-huang Ta-ti                | 天皇大帝                        | Liú Yán (Liú Yǎn)               | Liu Jen                         | 劉巖 (劉龑)                     | 889.–942.6.10.                  | 917–942                         |                                 |
|                                             |                                 |                                 | Shāng Dì                        | Sang Ti                         | 殤帝                            | Liú Fēn                         | Liu Fen                         | 劉玢                            | 920.–943.4.15.                  | 941–943                         |                                 |
| Zhōng Zōng                                  | Csung Cung                      | 中宗                            |                                 |                                 |                                 | Liú Chēng                       | Liu Cseng                       | 劉晟                            | 920.–958.9.18.                  | 943–958                         |                                 |
| Hòu Zhǔ                                     | Hou Csu                         | 後主                            |                                 |                                 |                                 | Liú Chǎng                       | Liu Csang                       | 劉鋹                            | 942.–980.                       | 958–971                         |                                 |
| Pej Han (Běi Hàn) (北汉 északi Han) 951–979 |                                 |                                 |                                 |                                 |                                 |                                 |                                 |                                 |                                 |                                 |                                 |
| Shì Zǔ                                      | Si Cu                           | 世祖                            | Shén Wǔ Dì                      | Sen Vu-ti                       | 神武帝                          | Liú Mín                         | Liu Min                         | 劉旻                            | 895.–954.                       | 951–954                         |                                 |
| Ruì Zōng                                    | Zsuj Cung                       | 睿宗                            | Xià Hé Dì                       | Hszia Ho-ti                     | 孝和帝                          | Liú Chēng Jūn                   | Liu Cseng-csün                  | 劉承鈞                          | 926.–968.                       | 954–968                         |                                 |
| Shǎo Zhǔ                                    | Sao Cu                          | 少主                            |                                 |                                 |                                 | Liú Jì Ēn                       | Liu Csi-en                      | 劉繼恩                          | ?–968                           | 968                             |                                 |
|                                             |                                 |                                 | Yīng Wǔ Dì                      | Jing Vu-ti                      | 英武帝                          | Liú Jì Yuán                     | Liu Csi-jüan                    | 劉繼元                          | ?–992                           | 968–982                         |                                 |

#### Nan Tang (937–976)
| templomi név          | templomi név          | templomi név | posztumusz név | posztumusz név | posztumusz név | személynév | személynév | személynév | élt                | idő     | megjegyzés |
| pinjin                | magyaros              | kínai        | pinjin         | magyaros       | kínai          | pinjin     | magyaros   | kínai      | élt                | idő     | megjegyzés |
| --------------------- | --------------------- | ------------ | -------------- | -------------- | -------------- | ---------- | ---------- | ---------- | ------------------ | ------- | ---------- |
| Xiān Zhǔ              | Hszien Csu            | 先主         |                |                |                | Lǐ Biàn    | Li Pien    | 李弁       | 889.1.7.–943.3.30. | 937–943 |            |
| Zhōng Zhǔ (Yuán Zōng) | Csung Csu (Jüan Cung) | 中主 (元宗)  |                |                |                | Lǐ Jǐng    | Li Csing   | 李璟       | 916.–961.8.12.     | 943–961 |            |
| Hòu Zhǔ               | Hou Csu               | 後主         | Wǔ Wáng        | Vu Vang        | 武王           | Lǐ Yú      | Li Jü      | 李煜       | 937?–978.8.15.     | 961–976 |            |

### Csüancsang (945–978) és Vuping (950–963) csietusik (katonai kormányzóságok)
| rang                                                            | rang                                                            | rang                                                            | személynév                                                      | személynév                                                      | személynév                                                      | idő                                                             | megjegyzés                                                      |
| pinjin                                                          | magyaros                                                        | kínai                                                           | pinjin                                                          | magyaros                                                        | kínai                                                           | idő                                                             | megjegyzés                                                      |
| Csüancsang (Quánzhāng) (泉漳) vagy Hunan (Húnán) (湖南) 945–978 | Csüancsang (Quánzhāng) (泉漳) vagy Hunan (Húnán) (湖南) 945–978 | Csüancsang (Quánzhāng) (泉漳) vagy Hunan (Húnán) (湖南) 945–978 | Csüancsang (Quánzhāng) (泉漳) vagy Hunan (Húnán) (湖南) 945–978 | Csüancsang (Quánzhāng) (泉漳) vagy Hunan (Húnán) (湖南) 945–978 | Csüancsang (Quánzhāng) (泉漳) vagy Hunan (Húnán) (湖南) 945–978 | Csüancsang (Quánzhāng) (泉漳) vagy Hunan (Húnán) (湖南) 945–978 | Csüancsang (Quánzhāng) (泉漳) vagy Hunan (Húnán) (湖南) 945–978 |
| --------------------------------------------------------------- | --------------------------------------------------------------- | --------------------------------------------------------------- | --------------------------------------------------------------- | --------------------------------------------------------------- | --------------------------------------------------------------- | --------------------------------------------------------------- | --------------------------------------------------------------- |
| Quánzhāng Jiédùshǐ                                              | Csüancsang csietusi                                             | 泉漳都指揮使                                                    | Liú Cóng Xià                                                    | Liu Cung-hszia                                                  | 留從效                                                          | 945–962                                                         |                                                                 |
| Quánzhāng Jiédùshǐ                                              | Csüancsang csietusi                                             | 泉漳都指揮使                                                    | Liú Shào Zī                                                     | Liu Sao-ce                                                      | 留紹鎡                                                          | 962                                                             |                                                                 |
| Quánzhāng Jiédùshǐ                                              | Csüancsang csietusi                                             | 泉漳都指揮使                                                    | Zhāng Hàn Sī                                                    | Csang Han-sze                                                   | 張漢思                                                          | 962–963                                                         |                                                                 |
| Quánzhāng Jiédùshǐ                                              | Csüancsang csietusi                                             | 泉漳都指揮使                                                    | Chén Hóng Jìn                                                   | Csen Hung-csin                                                  | 陳洪進                                                          | 963–978                                                         |                                                                 |
| Vuping (Wǔpíng) (武平) 950–963                                  |                                                                 |                                                                 |                                                                 |                                                                 |                                                                 |                                                                 |                                                                 |
| Wǔpíng Jiédùshǐ                                                 | Vuping csietusi                                                 | 武平節度使                                                      | Liú Yán                                                         | Liu Jen                                                         | 劉言                                                            | 950–953                                                         |                                                                 |
| Wǔpíng Jiédùshǐ                                                 | Vuping csietusi                                                 | 武平節度使                                                      | Wáng Kuí (Wáng Jìn Kuí)                                         | Vang Kuj (Vang Csin-kuj)                                        | 王逵 (王進逵)                                                   | 953–956                                                         |                                                                 |
| Wǔpíng Jiédùshǐ                                                 | Vuping csietusi                                                 | 武平節度使                                                      | Zhōu Xíng Féng                                                  | Csou Hszing-feng                                                | 周行逢                                                          | 956–962                                                         |                                                                 |
| Wǔpíng Jiédùshǐ                                                 | Vuping csietusi                                                 | 武平節度使                                                      | Zhōu Bǎo Kuán                                                   | Csou Pao-kuan                                                   | 周保權                                                          | 962–963                                                         |                                                                 |

## Liao-dinasztia (907–1125)
A Liao-dinasztia (Liá Cháo) (遼朝) a kitajok állama volt a Tang-dinasztia szétesése után Kína északi részein.
| N  | templomi név | templomi név   | templomi név | posztumusz név | posztumusz név  | posztumusz név | személynév            | személynév            | személynév       | élt             | uralkodott            | megjegyzés |
| N  | pinjin       | magyaros       | kínai        | pinjin         | magyaros        | kínai          | pinjin                | magyaros              | kínai            | élt             | uralkodott            | megjegyzés |
| -- | ------------ | -------------- | ------------ | -------------- | --------------- | -------------- | --------------------- | --------------------- | ---------------- | --------------- | --------------------- | ---------- |
| 1. | Tàizǔ        | I. Taj Cu      | 太祖         |                |                 |                | Yēlù Ābǎojī           | Je-lu Apao-csi        | 耶律阿保機       | 872–926.9.6.    | 907.2.27.–926.9.6.    |            |
| 2. | Tàizōng      | I. Taj Cung    | 太宗         | Yēlù Déguāng   | Je-lu Tö-kuang  | 耶律德光       | 902.11.25.–947.5.15.  | 927.12.11.–947.5.15.  | Fia.             |                 |                       |            |
| 3. | Shìzōng      | I. Si Cung     | 世宗         | Yēlù Ruǎn      | Je-lu Zsuan     | 耶律阮         | 919.1.29.–951.10.7.   | 947.5.16.–951.10.7.   | Unokaöccse.      |                 |                       |            |
| 4. | Mùzōng       | Mu Cung        | 穆宗         | Yēlù Jǐng      | Je-lu Csing     | 耶律璟         | 931.9.19.–969.3.12.   | 951.10.11.–969.3.12.  | I. Taj Cung fia. |                 |                       |            |
| 5. | Jǐngzōng     | II. Csing Cung | 景宗         | Yēlù Xián      | Je-lu Hszien    | 耶律賢         | 948.9.1.–982.10.13.   | 969.3.13.–982.10.13.  | I. Si Cung fia.  |                 |                       |            |
| 6. | Shèngzōng    | Seng Cung      | 聖宗         | Yēlù Lóngxù    | Je-lu Lung-hszü | 耶律隆緒       | 972.1.16.–1031.6.25.  | 982.10.14.–1031.6.25. | Fia.             |                 |                       |            |
| 7. | Xīngzōng     | Hszing Cung    | 興宗         | Yēlù Zōngzhēn  | Je-lu Cung-csen | 耶律宗真       | 1016.4.3.–1055.8.28.  | 1031.6.25.–1055.8.28. | Fia.             |                 |                       |            |
| 8. | Dàozōng      | Tao Cung       | 道宗         | Yēlù Hóngjī    | Je-lu Hung-csi  | 耶律洪基       | 1032.9.14.–1101.2.12. | 1055.8.28.–1101.2.12. | Fia.             |                 |                       |            |
| 9. |              |                |              | Tiānzuòdì      | Tien Cu-ti      | 天祚帝         | Yēlù Yánxǐ            | Je-lu Jen-hszi        | 耶律延禧         | 1075.6.5.–1128? | 1101.2.12.–1125.3.26. | Unokája.   |

## Szung-dinasztia (960–1279)
A Szung-dinasztia (Sòng Cháo) a tangok tulajdonképpeni utódai, amely uralkodóház végül egyesítette a mai Kelet-Kína államait az „öt dinasztia és tíz királyság” (Vutaj Sikuo) után.
| N                                                        | templomi név                                             | templomi név                                             | templomi név                                             | posztumusz név                                           | posztumusz név                                           | posztumusz név                                           | személynév                                               | személynév                                               | személynév                                               | élt                                                      | uralkodott                                               | megjegyzés                                               |
| N                                                        | pinjin                                                   | magyaros                                                 | kínai                                                    | pinjin                                                   | magyaros                                                 | kínai                                                    | pinjin                                                   | magyaros                                                 | kínai                                                    | élt                                                      | uralkodott                                               | megjegyzés                                               |
| Pej Szung (Běi Sòng) (北宋 északi Szung (Sòng)) 960–1127 | Pej Szung (Běi Sòng) (北宋 északi Szung (Sòng)) 960–1127 | Pej Szung (Běi Sòng) (北宋 északi Szung (Sòng)) 960–1127 | Pej Szung (Běi Sòng) (北宋 északi Szung (Sòng)) 960–1127 | Pej Szung (Běi Sòng) (北宋 északi Szung (Sòng)) 960–1127 | Pej Szung (Běi Sòng) (北宋 északi Szung (Sòng)) 960–1127 | Pej Szung (Běi Sòng) (北宋 északi Szung (Sòng)) 960–1127 | Pej Szung (Běi Sòng) (北宋 északi Szung (Sòng)) 960–1127 | Pej Szung (Běi Sòng) (北宋 északi Szung (Sòng)) 960–1127 | Pej Szung (Běi Sòng) (北宋 északi Szung (Sòng)) 960–1127 | Pej Szung (Běi Sòng) (北宋 északi Szung (Sòng)) 960–1127 | Pej Szung (Běi Sòng) (北宋 északi Szung (Sòng)) 960–1127 | Pej Szung (Běi Sòng) (北宋 északi Szung (Sòng)) 960–1127 |
| -------------------------------------------------------- | -------------------------------------------------------- | -------------------------------------------------------- | -------------------------------------------------------- | -------------------------------------------------------- | -------------------------------------------------------- | -------------------------------------------------------- | -------------------------------------------------------- | -------------------------------------------------------- | -------------------------------------------------------- | -------------------------------------------------------- | -------------------------------------------------------- | -------------------------------------------------------- |
| 1.                                                       | Tàizǔ                                                    | Taj-cu                                                   | 太祖                                                     | Xià Dì                                                   | Hszia-ti                                                 | 孝帝                                                     | Zhào Kuāngyìn                                            | Csao Kuang-jin                                           | 趙匡胤                                                   | 927.3.21.–976.11.14.                                     | 960.2.4.–976.11.14.                                      |                                                          |
| 2.                                                       | Tàizōng                                                  | Taj-cung                                                 | 太宗                                                     | Dédì                                                     | Tö-ti                                                    | 德帝                                                     | Zhào Kuāngyì (Zhào Guāngyì Zhào Jiǒng)                   | Csao Kuang-ji (Csao Kuang-ji Csao Csiung)                | 趙匡義 (趙光義 趙炅)                                     | 939.11.20.–997.5.8.                                      | 976.11.20.–997.5.8.                                      | Fivére.                                                  |
| 3.                                                       | Zhēnzōng                                                 | Csen-cung                                                | 真宗                                                     | Zhāngdì                                                  | Csang-ti                                                 | 章帝                                                     | Zhào Héng                                                | Csao Heng                                                | 趙恆                                                     | 968.12.23.–1022.3.23.                                    | 997.5.10.–1022.3.22.                                     | Fia.                                                     |
| 4.                                                       | Rénzōng                                                  | Zsen-cung                                                | 仁宗                                                     | Wéndì                                                    | Ven-ti                                                   | 文帝                                                     | Zhào Zhēn                                                | Csao Csen                                                | 趙禎                                                     | 1010.5.30.–1063.4.30.                                    | 1022.3.24.–1063.4.30.                                    | Fia.                                                     |
| 5.                                                       | Yīngzōng                                                 | Jing-cung                                                | 英宗                                                     | Xuāndì                                                   | Hszüan-ti                                                | 宣帝                                                     | Zhào Shù                                                 | Csao Su                                                  | 趙曙                                                     | 1032.2.16.–1067.1.25.                                    | 1063.5.2.–1067.1.25.                                     | Unokatestvérének fia.                                    |
| 6.                                                       | Shénzōng                                                 | Sen-cung                                                 | 神宗                                                     | Qīndì                                                    | Csin-ti                                                  | 欽帝                                                     | Zhào Xū                                                  | Csao Hszü                                                | 趙頊                                                     | 1048.5.25.–1085.4.1.                                     | 1067.1.26.–1085.4.1.                                     | Fia.                                                     |
| 7.                                                       | Zhézōng                                                  | Cse-cung                                                 | 哲宗                                                     | Zhāodì                                                   | Csao-ti                                                  | 昭帝                                                     | Zhào Xǔ                                                  | Csao Hszü                                                | 趙煦                                                     | 1076.1.4.–1100.2.23.                                     | 1085.4.2.–1100.2.23.                                     | Fia.                                                     |
| 8.                                                       | Huīzōng                                                  | Huj-cung                                                 | 徽宗                                                     | Xiǎndì                                                   | Hszien-ti                                                | 顯帝                                                     | Zhào Jí                                                  | Csao Csi                                                 | 趙佶                                                     | 1082.6.7.–1135.6.4.                                      | 1100.2.24.–1126.1.18.                                    | Fivére.                                                  |
| 9.                                                       | Qīnzōng                                                  | Csin-cung                                                | 欽宗                                                     | Réndì                                                    | Zsen-ti                                                  | 仁帝                                                     | Zhào Huán                                                | Csao Huan                                                | 趙桓                                                     | 1100.5.23.–1161.6.14.                                    | 1126.1.19.–1127.1.9.                                     | Fia.                                                     |
| Nan Szung (Nán Sòng) (南宋 déli Szung (Sóng)) 1127–1279  |                                                          |                                                          |                                                          |                                                          |                                                          |                                                          |                                                          |                                                          |                                                          |                                                          |                                                          |                                                          |
| 1.                                                       | Gāozōng                                                  | Kao-cung                                                 | 高宗                                                     | Xiàndì                                                   | Hszien-ti                                                | 憲帝                                                     | Zhào Gòu                                                 | Csao Kou                                                 | 趙構                                                     | 1107.6.12.–1187.11.9.                                    | 1127.7.12–1162.7.24.                                     | Fivére.                                                  |
| 2.                                                       | Xiàzōng                                                  | Hszia-cung                                               | 孝宗                                                     | Chéngdì                                                  | Cseng-ti                                                 | 成帝                                                     | Zhào Shèn                                                | Csao Sen                                                 | 趙昚                                                     | 1127.11.27.–1194.6.28.                                   | 1162.7.24–1189.2.18.                                     | II. Taj Cu 7. leszármazottja.                            |
| 3.                                                       | Guāngzōng                                                | Kuang-cung                                               | 光宗                                                     | Cídì                                                     | Ce-ti                                                    | 慈帝                                                     | Zhào Dūn                                                 | Csao Tun                                                 | 趙惇                                                     | 1147.9.30.–1200.9.17.                                    | 1189.2.18.–1194.7.5.                                     | Fia.                                                     |
| 4.                                                       | Níngzōng                                                 | Ning-cung                                                | 寧宗                                                     | Gōngdì                                                   | Kung-ti                                                  | 恭帝                                                     | Zháo Kuó                                                 | Csao Kuo                                                 | 趙擴                                                     | 1168.11.19.–1224.9.17.                                   | 1194.7.24.–1224.9.17.                                    | Fia.                                                     |
| 5.                                                       | Lǐzōng                                                   | Li-cung                                                  | 理宗                                                     | Āndì                                                     | An-ti                                                    | 安帝                                                     | Zhào Yún                                                 | Csao Jün                                                 | 趙昀                                                     | 1205.1.26.–1264.11.16.                                   | 1224.9.17.–1264.11.16.                                   | II. Taj Cu 10. leszármazottja.                           |
| 6.                                                       | Dùzōng                                                   | Tu-cung                                                  | 度宗                                                     | Jǐngdì                                                   | Csing-ti                                                 | 景帝                                                     | Zhào Qí                                                  | Csao Csi                                                 | 趙禥                                                     | 1240.5.2.–1274.8.12.                                     | 1264.11.16.–1274.8.12.                                   | Unokaöccse.                                              |
| 7.                                                       | Gōngzōng                                                 | Kung-cung                                                | 恭宗                                                     | Gōngdì                                                   | Kung-ti                                                  | 恭帝                                                     | Zhào Xiǎn                                                | Csao Hszien                                              | 趙顯                                                     | 1271.11.2.–1323?                                         | 1274.8.12.–1276.2.4.                                     | Fia.                                                     |
| 8.                                                       | Duān Zōng                                                | Tuan-cung                                                | 端宗                                                     |                                                          |                                                          |                                                          | Zhào Shì                                                 | Csao Si                                                  | 趙昰                                                     | 1268–1278.5.8.                                           | 1276.6.14.–1278.5.8.                                     | Fivére.                                                  |
| 9.                                                       |                                                          |                                                          |                                                          | Bǐngdì (Wèiwáng)                                         | Ping Ti (Vej Vang)                                       | 昺帝 (衛王)                                              | Zhào Bǐng                                                | Csao Ping                                                | 趙昺                                                     | 1271–1279.3.19.                                          | 1278.5.10.–1279.3.19.                                    | Fivére.                                                  |

## Hszi Hszia-dinasztia (1032–1227)
A Hszi Hszia (Xī Xià) (西夏 Nyugati Hszia (Xià)) a Liao (Liào) és Szung (Sòng)-dinasztiák között, a mai mongol–kínai határterület környékén alakult meg. Uralkodóik tangut származásúak.
| N   | templomi név | templomi név | templomi név | posztumusz név | posztumusz név | posztumusz név | személynév   | személynév    | személynév | élt                  | idő       | megjegyzés                              |
| N   | pinjin       | magyaros     | kínai        | pinjin         | magyaros       | kínai          | pinjin       | magyaros      | kínai      | élt                  | idő       | megjegyzés                              |
| --- | ------------ | ------------ | ------------ | -------------- | -------------- | -------------- | ------------ | ------------- | ---------- | -------------------- | --------- | --------------------------------------- |
| 1.  | Jǐngzōng     | Csing-cung   | 景宗         | Wǔlièdì        | Vu-lie-ti      | 武烈帝         | Lǐ Yuánhào   | Li Jüan-hao   | 李元昊     | 1003.6.7.–1048.1.19. | 1038–1048 | A gyakorlatban már 1032-től uralkodott. |
| 2.  | Yìzōng       | Ji-cung      | 毅宗         | Zhāoyīngdì     | Csao-jing-ti   | 昭英帝         | Lǐ Liàngzuò  | Li Liang-co   | 李諒祚     | 1047.3.5.–1067.I.    | 1048–1067 |                                         |
| 3.  | Huìzōng      | Huj-cung     | 惠宗         | Kāngjìngdì     | Kang-csing-ti  | 康靖帝         | Lǐ Bǐngcháng | Li Ping-csang | 李秉常     | 1061.–1086.8.21.     | 1067–1086 |                                         |
| 4.  | Chóngzōng    | Csung-cung   | 崇宗         | Shèngwéndì     | Seng-ven-ti    | 聖文帝         | Lǐ Qiánshùn  | Li Csien-sun  | 李乾順     | 1084.–1139.7.1.      | 1086–1139 |                                         |
| 5.  | Rénzōng      | Zsen-cung    | 仁宗         | Shèngzhēndì    | Seng-csen-ti   | 聖禎帝         | Lǐ Rénxià    | Li Zsen-hszia | 李仁孝     | 1124.–1193.10.16.    | 1139–1193 |                                         |
| 6.  | Huánzōng     | Huan-cung    | 桓宗         | Zhāojiǎndì     | Csao Csien-ti  | 昭簡帝         | Lǐ Chúnyòu   | Li Csu-ju     | 李純佑     | 1177.–1206.III.      | 1193–1206 |                                         |
| 7.  | Xiāngzōng    | Hsziang-cung | 襄宗         | Jǐngwǔdì       | Csing-vu-ti    | 景武帝         | Lǐ Ānquán    | Li An-csüan   | 李安全     | 1170.–1211.9.13      | 1206–1211 |                                         |
| 8.  | Shénzōng     | Sen-cung     | 神宗         | Yīngwéndì      | Jing-ven-ti    | 英文帝         | Lǐ Zūnxū     | Li Cun-hszü   | 李遵頊     | 1163.–1226.          | 1211–1223 |                                         |
| 9.  | Xiànzōng     | Hszien-cung  | 獻宗         |                |                |                | Lǐ Déwàng    | Li Tö-vang    | 李德旺     | 1181.–1226.VIII.     | 1223–1226 |                                         |
| 10. | Mòzhǔ        | Mo Csu       | 末主         |                |                |                | Lǐ Xiàn      | Li Hszien     | 李晛       | ?–1227.8.28.         | 1226–1227 |                                         |

## Harmadik Csin-dinasztia (1115–1234)
A Csin Csaót (Jīn Cháót) (金朝) a dzsürcsik alapították a Lia-dinasztia területén, hamarosan felváltva a kitaj államot. Bukásukat a mongol-háborúk okozták.
| N | templomi név | templomi név     | templomi név | han-kínai név1         | han-kínai név1           | han-kínai név1 | személynév       | személynév          | személynév | élt                    | idő                    | megjegyzés |
| N | pinjin       | magyaros         | kínai        | pinjin                 | magyaros                 | kínai          | pinjin           | magyaros            | kínai      | élt                    | idő                    | megjegyzés |
| --- | ------------ | ---------------- | ------------ | ---------------------- | ------------------------ | -------------- | ---------------- | ------------------- | ---------- | ---------------------- | ---------------------- | ---------- |
| 1. | Tàizǔ        | III. Taj Cu      | 太祖         | Wányán Mín             | Van-jen Min              | 完顏旻         | Wányán Āgǔdǎ     | Van-jen Akuta       | 完顏阿骨打 | 1068.8.1.–1123.9.19.   | 1115.1.28.–1123.9.19.  |            |
| 2. | Tàizōng      | III. Taj Cung    | 太宗         | Tiānhuì                | Tien Huj                 | 天會           | Wányán Wúqǐmǎi   | Van-jen Vucsimaj    | 完顏吳乞買 | 1075.11.25.–1135.2.9.  | 1123.9.27.–1135.2.9.   |            |
| 3. | Xīzōng       | II. Hszi Cung    | 熙宗         | Wányán Dǎn             | Van-jen Tan              | 完顏亶         | Wányán Hélá      | Van-jen Hola        | 完顏合剌   | 1119.2.28.–1150.1.9.   | 1135.2.10.–1150.1.9.   |            |
| 4. |              |                  |              | Hǎilíngwáng            | Haj-ling Vang            | 海陵王         | Wányán Liàng     | Van-jen Liang       | 完顏亮     | 1122.2.24.–1161.12.15. | 1150.1.9.–1161.12.15.  |            |
| 5. | Shìzōng      | II. Si Cung      | 世宗         | Wányán Yōng Wányán Bāo | Van-jen Jung Van-jen Pao | 完顏雍 完顏褒  | Wányán Wūlù      | Van-jen Vulu        | 完顏烏祿   | 1123.3.29.–1189.1.20.  | 1161.10.27.–1189.1.20  |            |
| 6. | Zhāngzōng    | Csang Cung       | 章宗         | Wányán Jǐng            | Van-jen Csing            | 完顏璟         | Wányán Mádágě    | Van-jen Matako      | 完顏麻达葛 | 1168.8.29.–1208.12.29. | 1189.1.20.–1208.12.29. |            |
| 7. |              |                  |              | Wányán Yǒngjì          | Van-jen Jung-csi         | 完顏永濟       | Wányán Xīngshèng | Van-jen Hszing-seng | 完顏興勝   | 1168.–1213.9.11.       | 1209.12.29.–1213.9.11. |            |
| 8. | Xuānzōng     | III. Hszüan Cung | 宣宗         | Wányán Xún             | Van-jen Hszün            | 完顏珣         | Wányán Wúdǔbǔ    | Van-jen Vutupu      | 完顏吾睹補 | 1163.4.14.–1224.1.14.  | 1213.9.22.–1224.1.14.  |            |
| 9. | Āizōng       | Aj Cung          | 哀宗         |                        |                          |                | Wányán Shǒuxù    | Van-jen Souhszü     | 完顏守緒   | 1198.9.25.–1234.2.9.   | 1224.1.15.–1234.2.9.   |            |
| 10. |              |                  |              | Mòdì                   | Mo Ti                    | 末帝           | Wányán Chénglín  | Van-jen Csenglin    | 完顏承麟   | ?–1234.2.9.            | 1234.2.9. (2 óráig)    |            |
| 1Névként alig használható hosszúságú posztumusz neveket adtak a csin (Jīn) uralkodóknak. Például Aj Cung posztumusz neve: 敬天德運忠文靖武天聖烈孝莊皇帝 (Csing Tien Tö Jun Cung Ven Csing Vu Tien Seng Lie Hszia Csuang Huang Ti (Jìng Tiān Dé Yùn Zhōng Wén Jìng Wǔ Tiān Shèng Liè Xià Zhuāng Huáng Dì) |              |                  |              |                        |                          |                |                  |                     |            |                        |                        |            |

## Jüan-dinasztia (1271–1387)
A Jüan-dinasztia (Yuán-dinasztia) ( Dai Ön Yeke Mongghul Ulus, 元朝 Jüan Csao (Yuán Cháo)) a mongol hódítást követő uralkodóház. A dinasztia megalapítását Kubiláj nagykán 1271-ben jelentette be, addig a mongol kánok egyszerűen csak birtokolták Kínát.
| N                                                       | templomi név | templomi név | templomi név | posztumusz név             | posztumusz név              | posztumusz név         | han-kínai név                                   | han-kínai név                | han-kínai név               | személynév                                 | idő                                        | megjegyzés                 |
| N                                                       | pinjin       | magyaros     | kínai        | pinjin                     | magyaros                    | kínai                  | pinjin                                          | magyaros                     | kínai                       | személynév                                 | idő                                        | megjegyzés                 |
| ------------------------------------------------------- | ------------ | ------------ | ------------ | -------------------------- | --------------------------- | ---------------------- | ----------------------------------------------- | ---------------------------- | --------------------------- | ------------------------------------------ | ------------------------------------------ | -------------------------- |
| –                                                       | Tàizǔ        | Taj Cu       | 太祖         |                            |                             |                        | Bèiérzhǐjīn Tiěmùzhēn                           | Pejercsecsin Tiemucsen       | 孛兒只斤鐵木真              | Dzsingisz nagykán                          | 1206–1227                                  |                            |
| –                                                       | Ruìzōng      | Zsuj Cung    | 睿宗         | Bèiérzhǐjīn Tuōléi         | Pejercsecsin Tolej          | 孛兒只斤拖雷           | Toluj (régens)                                  | 1227–1229                    | Fia.                        |                                            |                                            |                            |
| –                                                       | Tàizōng      | Taj Cung     | 太宗         | Bèiérzhǐjīn Wōkuòtái       | Pejercsecsin Vokuotaj       | 孛兒只斤窩闊台         | Ögödej nagykán                                  | 1229–1241                    | Fivére.                     |                                            |                                            |                            |
| –                                                       | Dìngzōng     | Ting Cung    | 定宗         | Bèiérzhǐjīn Guìyóu         | Pejercsecsin Kujju          | 孛兒只斤貴由           | Güjük nagykán                                   | 1246–1248                    | Fia. (1246-ig interregnum.) |                                            |                                            |                            |
| –                                                       | Xiànzōng     | Hszien Cung  | 憲宗         | Bèiérzhǐjīn Ménggē         | Pejercsecsin Mengko         | 孛兒只斤蒙哥           | Möngke nagykán                                  | 1251–1259                    | Toluj fia.                  |                                            |                                            |                            |
| Ta Jüan (Dà Yuán) (大元 nagy Jüan (Yuán)) 1271–1368     |              |              |              |                            |                             |                        |                                                 |                              |                             |                                            |                                            |                            |
| 1.                                                      | Shìzǔ        | Si Cu        | 世祖         | Bèiérzhǐjīn Hūbìliè        | Pejercsecsin Hupilie        | 孛兒只斤忽必烈         | Kubiláj nagykán 1215.9.23.–1294.2.18.           | (1260–) 1271–1294.2.18.      | Fivére.                     |                                            |                                            |                            |
| 2.                                                      | Chéngzōng    | Cseng Cung   | 成宗         | Bèiérzhǐjīn Tiěmùěr        | Pejercsecsin Tiemuer        | 孛兒只斤鐵木耳         | Temür Olzijt kán 1265.10.15.–1307.2.10.         | 1294.5.10.–1307.2.10.        | Unokája.                    |                                            |                                            |                            |
| 3.                                                      | Wǔzōng       | Vu Cung      | 武宗         | Bèiérzhǐjīn Hǎishān        | Pejercsecsin Hajsan         | 孛兒只斤海山           | Hajszan Gülük kán 1281.8.4.–1311.1.27.          | 1307.6.21.–1311.1.27.        | Unokaöccse.                 |                                            |                                            |                            |
| 4.                                                      | Rénzōng      | Zsen Cung    | 仁宗         | Bèiérzhǐjīn Àiyùlíbálìbādá | Pejercsecsin Ajjülipalipata | 孛兒只斤愛育黎拔力八達 | Ajubarvada kán 1285.4.9.–1320.3.1.              | 1311.4.7.–1320.3.1.          | Fivére.                     |                                            |                                            |                            |
| 5.                                                      | Yīngzōng     | Jing Cung    | 英宗         | Bèiérzhǐjīn Shuòdébālá     | Pejercsecsin Suotepala      | 孛兒只斤碩德八剌       | Sidebala kán 1303.2.22.–1323.9.4.               | 1321.4.19.–1323.9.4.         | Fia.                        |                                            |                                            |                            |
| 6.                                                      |              |              |              | Tàidìng Dì                 | Taj-ting Ti                 | 泰定帝                 | Bèiérzhǐjīn Yěsūntiěmùér                        | Pejercsecsin Jeszuntiemuer   | 孛兒只斤也孫鐵木兒          | Jeszün Temür kán 1293.11.28.–1328.8.15.    | 1323.10.4.–1328.8.15.                      | Ajurbarvada unokatestvére. |
| 7.                                                      | Xīngzōng     | Hszing Cung  | 興宗         | Tiānshùn Dì                | Tien-sun Ti                 | 天順帝                 | Bèiérzhǐjīn Āsùjíbā                             | Pejercsecsin Aszucsipa       | 孛兒只斤阿速吉八            | Bordzsigin Radzsapika kán 1320–1328.11.14. | 1328.X.–1328.11.14.                        | Fia.                       |
| 8.                                                      | Wénzōng      | Ven Cung     | 文宗         |                            |                             |                        | Bèiérzhǐjīn Tútiěmùér                           | Pejercsecsin Tutiemuer       | 孛兒只斤圖鐵木兒            | Zajat Tuk Temür kán 1304.2.16.–1332.9.2.   | 1328.10.16.–1329.4.3.; 1329.9.8.–1332.9.2. | Hajszan Gülük fia.         |
| 9.                                                      | Míngzōng     | Ming Cung    | 明宗         | Bèiérzhǐjīn Héshìlà        | Pejercsecsin Hesila         | 孛兒只斤和世剌         | Kutait Kosila kán 1300.12.22.–1329.8.30.        | 1329.2.27.–1329.8.30.        | Fivére.                     |                                            |                                            |                            |
| 10.                                                     | Níngzōng     | Ning Cung    | 寧宗         | Bèiérzhǐjīn Yìlínzhìbān    | Pejercsecsen Jilincsipan    | 孛兒只斤懿璘質班       | Bordzsigin Rincsinbal kán 1326.5.1.–1332.12.14. | 1332.10.23.–1332.12.14.      | Fia.                        |                                            |                                            |                            |
| 11.                                                     | Huìzōng      | Huj Cung     | 惠宗         | Shùndì                     | Sun Ti                      | 順帝                   | Bèiérzhǐjīn Tuǒhuān Tiěmùér                     | Pejercsecsin Tohuan Tiemuer  | 孛兒只斤妥懽鐵木兒          | Togon Temür 1320.5.25.–1370.5.23.          | 1333.7.19.–1368                            | Fivére.                    |
| Pej Jüan (Běi Yuán) (大元 északi Jüan (Yuán)) 1368–1387 |              |              |              |                            |                             |                        |                                                 |                              |                             |                                            |                                            |                            |
| –                                                       |              |              |              |                            |                             |                        |                                                 |                              |                             | Togon Temür                                | 1368–1370.5.23.                            |                            |
| –                                                       | Zhāozōng     | Csao Cung    | 昭宗         |                            |                             |                        | Bèiérzhǐjīn Àiyùshílǐdálà                       | Pejercsecsin Ajjüsilitala    | 孛兒只斤愛育識里達臘        | Biligtü Ajusidara 1340.1.23.–1378.IV/V.    | 1370.5.23.–1378.IV/V.                      | Fia.                       |
| –                                                       |              |              |              |                            |                             |                        | Bèiérzhǐjīn Tuōgǔsī Tiěmùér                     | Pejercsecsin Tokuszi Tiemuer | 孛兒只斤脫古思鐵木兒        | Uszkal Tögüs Temür 1342–1388.XI.           | 1378.V.–1387.XI.                           | Fivére.                    |

## Ming- (1368–1662) és Sun-dinasztia (1644)
| N | személynév                 | személynév                 | személynév                 | posztumusz név             | posztumusz név             | posztumusz név             | templomi név               | templomi név               | templomi név               | éranév1                    | éranév1                                      | éranév1                    | idő                                    |                            |
| N | pinjin                     | magyaros                   | kínai                      | pinjin                     | magyaros                   | kínai                      | pinjin                     | magyaros                   | kínai                      | pinjin                     | magyaros                                     | kínai                      | idő                                    |                            |
| Ming (Míng) (明) 1368–1644                                                                                     | Ming (Míng) (明) 1368–1644 | Ming (Míng) (明) 1368–1644 | Ming (Míng) (明) 1368–1644 | Ming (Míng) (明) 1368–1644 | Ming (Míng) (明) 1368–1644 | Ming (Míng) (明) 1368–1644 | Ming (Míng) (明) 1368–1644 | Ming (Míng) (明) 1368–1644 | Ming (Míng) (明) 1368–1644 | Ming (Míng) (明) 1368–1644 | Ming (Míng) (明) 1368–1644                   | Ming (Míng) (明) 1368–1644 | Ming (Míng) (明) 1368–1644             | Ming (Míng) (明) 1368–1644 |
| --- | -------------------------- | -------------------------- | -------------------------- | -------------------------- | -------------------------- | -------------------------- | -------------------------- | -------------------------- | -------------------------- | -------------------------- | -------------------------------------------- | -------------------------- | -------------------------------------- | -------------------------- |
| 1. | Zhū Yuánzhāng              | Csu Jüan-csang             | 朱元璋                     | Gāodì                      | Kao Ti                     | 高帝                       | Tàizǔ                      | Taj Cu                     | 太祖                       | Hóngwǔ                     | Hung-vu 1328.10.21.–1398.6.24.               | 明洪武                     | 1368.1.23–1398.6.24.                   |                            |
| 2. | Zhū Yǔnwén                 | Csu Jün-ven                | 朱允炆                     | Huìdì                      | Huj Ti                     | 惠帝                       | Huìzōng                    | Huj Cung                   | 惠中                       | Jiànwén                    | Csien Ven 1377.12.5.–1402.7.13.              | 明建文                     | 1398.6.30–1402.7.13.                   |                            |
| 3. | Zhū Dì                     | Csu Ti                     | 朱棣                       | Wēndì                      | Ven Ti                     | 文帝                       | Chéngzǔ Tàizōng            | Cseng Cu Taj Cung          | 成祖 太宗                  | Yǒnglè                     | Jung-lö 1360.5.2.–1424.8.12.                 | 明永樂                     | 1402.7.17–1424.8.12.                   |                            |
| 4. | Zhū Gāochì                 | Csu Kao-cse                | 朱高熾                     | Zhāodì                     | Csao Ti                    | 昭帝                       | Rénzōng                    | Zsen Cung                  | 仁宗                       | Hóngxī                     | Hung-hszi 1378.8.16.–1425.5.29.              | 明洪熙                     | 1424.9.7–1425.5.29.                    |                            |
| 5. | Zhū Zhānjī                 | Csu Csan-csi               | 朱瞻基                     | Zhāngdì                    | Csang Ti                   | 章帝                       | Xuānzōng                   | Hszüan Cung                | 宣宗                       | Xuāndé                     | Hszüan-tö 1399.3.16.–1435.1.31.              | 明宣德                     | 1425.6.27–1435.1.31.                   |                            |
| 6. | Zhū Qízhèn                 | Csu Csi-csen               | 朱祁鎮                     | Ruìdì                      | Zsuj Ti                    | 睿帝                       | Yīngzōng                   | Jing Cung                  | 英宗                       | Zhèngtǒng (Tiānshùn)       | Cseng-tung (Tien Sun) 1427.11.19.–1464.2.23. | 明正統 (天順)              | 1436.2.7–1449.9.1 1457.2.11–1464.2.23. |                            |
| 7. | Zhū Qíyù                   | Csu Csi-jü                 | 朱祁鈺                     | Jǐngdì                     | Csing Ti                   | 景帝                       | Dàizōng                    | Taj Cung                   | 代宗                       | Jǐngtài                    | Csing-taj 1428.9.21.–1457.3.14.              | 明景泰                     | 1449.9.22–1457.2.11.                   |                            |
| 8. | Zhū Jiànshēn               | Csu Csien-sen              | 朱見深                     | Chúndì                     | Csun Ti                    | 純帝                       | Xiànzōng                   | Hszien Cung                | 憲宗                       | Chénghuà                   | Cseng-hua 1447.12.9.–1487.9.9.               | 明成化                     | 1464.2.28–1487.9.9.                    |                            |
| 9. | Zhū Yòutáng                | Csu Ju-tang                | 朱祐樘                     | Jìngdì                     | Csing Ti                   | 敬帝                       | Xiàzōng                    | Hszia Cung                 | 孝宗                       | Hóngzhì                    | Hung-cse 1470.7.30.–1505.6.8.                | 明弘治                     | 1487.9.22–1505.6.8.                    |                            |
| 10. | Zhū Hòuzhào                | Csu Hou-csao               | 朱厚照                     | Yìdì                       | Ji Ti                      | 毅帝                       | Wǔzōng                     | Vu Cung                    | 武宗                       | Zhèngdé                    | Cseng-tö 1491.10.26.–1521.4.20.              | 明正德                     | 1505.6.19–1521.4.20.                   |                            |
| 11. | Zhū Hòucōng                | Csu Hou-cung               | 朱厚熜                     | Sùdì                       | Szu Ti                     | 肅帝                       | Shìzōng                    | Si Cung                    | 世宗                       | Jiājìng                    | Csia-csing 1507.9.16.–1567.1.23.             | 明嘉靖                     | 1521.5.27–1567.1.23.                   |                            |
| 12. | Zhū Zǎihòu                 | Csu Caj-hou                | 朱載垕                     | Zhuāngdì                   | Csuang Ti                  | 莊帝                       | Mùzōng                     | Mu Cung                    | 穆宗                       | Lóngqìng                   | Lung-csing 1537.3.7.–1572.7.5.               | 明隆慶                     | 1567.2.4–1572.7.5.                     |                            |
| 13. | Zhū Yìjūn                  | Csu Ji-csün                | 朱翊鈞                     | Xiǎndì                     | Hszien Ti                  | 顯帝                       | Shénzōng                   | Sen Cung                   | 神宗                       | Wànlì                      | Van-li 1563.9.7.–1620.8.18.                  | 明萬曆                     | 1572.7.19–1620.8.18.                   |                            |
| 14. | Zhū Chángluò               | Csu Csang-lo               | 朱常洛                     | Zhēndì                     | Csen Ti                    | 貞帝                       | Guāngzōng                  | Kuang Cung                 | 光宗                       | Tàichāng                   | Taj-csang 1582.8.28.–1620.9.26.              | 明泰昌                     | 1620.8.28–1620.9.26.                   |                            |
| 15. | Zhū Yóujià                 | Csu Ju-csia                | 朱由校                     | Zhédì                      | Cse Ti                     | 悊帝                       | Xīzōng                     | Hszi Cung                  | 熹宗                       | Tiānqǐ                     | Tien-csi 1605.12.23.–1627.9.30.              | 明天啓                     | 1620.10.1–1627.9.30.                   |                            |
| 16. | Zhū Yóujiǎn                | Csu Ju-csien               | 朱由檢                     | Zhuāngli Èmǐn Huángdì      | Csuang-li Emin Huang-ti    | 莊烈愍皇帝                 | Sīzōng Yìzōng              | Si Cung Ji Cung            | 思宗 毅宗                  | Chóngzhēn                  | Csung-csen 1611.2.6.–1644.4.25.              | 明崇禎                     | 1627.10.2–1644.4.25.                   |                            |
| Sun (Shun)-dinasztia (順) 1644                                                                                 |                            |                            |                            |                            |                            |                            |                            |                            |                            |                            |                                              |                            |                                        |                            |
| – | Lǐ Zìchéng                 | Li Ce-cseng                | 李自成                     |                            |                            |                            | Chuǎng Wáng                | Chuang Vang                | 闖王                       | Yǒng Chāng                 | Jung Csang                                   | 永昌                       | 1644                                   |                            |
| Nan Ming (Nán Míng) (南明 déli Ming) 1644–1662                                                                 |                            |                            |                            |                            |                            |                            |                            |                            |                            |                            |                                              |                            |                                        |                            |
| – | Zhū Yóusōng                | Csu Ju-szung               | 朱由崧                     |                            |                            |                            | Ānzōng                     | An Cung                    | 安宗                       | Hóngguāng                  | Ming Hung-kuang                              | 弘光                       | 1644–1645                              |                            |
| – | Zhū Yùjiàn                 | Csu Jü-csien               | 朱聿鍵                     | Shàozōng                   | Sao Cung                   | 紹宗                       | Lóngwǔ                     | Ming Lung-vu               | 隆武                       | 1645–1646                  |                                              |                            |                                        |                            |
| – | Zhū Chángfāng              | Csu Csang-fang             | 朱常淓                     |                            |                            |                            |                            |                            |                            | 1645                       |                                              |                            |                                        |                            |
| – | Zhū Yǐhǎi                  | Csu Ji-haj                 | 朱以海                     | 1645–1653                  |                            |                            |                            |                            |                            |                            |                                              |                            |                                        |                            |
| – | Zhū Yùyuè                  | Csu Jü-jüe                 | 朱聿𨮁                     | Wénzōng                    | Ven Cung                   | 文宗                       | Shàowǔ                     | Ming Sao-vu                | 紹武                       | 1646                       |                                              |                            |                                        |                            |
| – | Zhū Yóuláng                | Csu Ju-lang                | 朱由榔                     | Zhāozōng                   | Csao Cung                  | 昭宗                       | Yǒnglì                     | Ming Jung-li               | 永曆                       | 1646–1662                  |                                              |                            |                                        |                            |
| 1 A mingeket – és a következő csingeket – általában az uralkodási éra (年號 nien-hao (niánhào)) nevén ismerik. |                            |                            |                            |                            |                            |                            |                            |                            |                            |                            |                                              |                            |                                        |                            |

## Hou Csin (1616–1636) és Csing-dinasztia (1636–1912)
A Csing (Qīng)-dinasztiát a dzsürcsik rokonai, a mandzsuk alapították.
| N                                              | személynév                                     | személynév                                     | személynév                                     | posztumusz név                                 | posztumusz név                                 | posztumusz név                                 | templomi név                                   | templomi név                                   | templomi név                                   | éranév                                         | éranév                                         | éranév                                         | élt                                            | uralkodott                                     | megjegyzés                                     |
| N                                              | pinjin                                         | magyaros                                       | kínai                                          | pinjin                                         | magyaros                                       | kínai                                          | pinjin                                         | magyaros                                       | kínai                                          | pinjin                                         | magyaros                                       | kínai                                          | élt                                            | uralkodott                                     | megjegyzés                                     |
| Hou Csin (Hòu Jìn) (后晉 késői Csin) 1616–1636 | Hou Csin (Hòu Jìn) (后晉 késői Csin) 1616–1636 | Hou Csin (Hòu Jìn) (后晉 késői Csin) 1616–1636 | Hou Csin (Hòu Jìn) (后晉 késői Csin) 1616–1636 | Hou Csin (Hòu Jìn) (后晉 késői Csin) 1616–1636 | Hou Csin (Hòu Jìn) (后晉 késői Csin) 1616–1636 | Hou Csin (Hòu Jìn) (后晉 késői Csin) 1616–1636 | Hou Csin (Hòu Jìn) (后晉 késői Csin) 1616–1636 | Hou Csin (Hòu Jìn) (后晉 késői Csin) 1616–1636 | Hou Csin (Hòu Jìn) (后晉 késői Csin) 1616–1636 | Hou Csin (Hòu Jìn) (后晉 késői Csin) 1616–1636 | Hou Csin (Hòu Jìn) (后晉 késői Csin) 1616–1636 | Hou Csin (Hòu Jìn) (后晉 késői Csin) 1616–1636 | Hou Csin (Hòu Jìn) (后晉 késői Csin) 1616–1636 | Hou Csin (Hòu Jìn) (后晉 késői Csin) 1616–1636 | Hou Csin (Hòu Jìn) (后晉 késői Csin) 1616–1636 |
| ---------------------------------------------- | ---------------------------------------------- | ---------------------------------------------- | ---------------------------------------------- | ---------------------------------------------- | ---------------------------------------------- | ---------------------------------------------- | ---------------------------------------------- | ---------------------------------------------- | ---------------------------------------------- | ---------------------------------------------- | ---------------------------------------------- | ---------------------------------------------- | ---------------------------------------------- | ---------------------------------------------- | ---------------------------------------------- |
| –                                              | Nǔěrhāchì                                      | Nurhacsi                                       | 努爾哈赤                                       | Gāodì                                          | Kao-ti                                         | 高帝                                           | Tàizǔ                                          | Taj-cu                                         | 太祖                                           | Tiānmìng                                       | Tien-ming                                      | 天命                                           | 1559.2.21.–1626.9.30.                          | 1616–1626.9.30.                                |                                                |
| –                                              | Huáng Tàijí                                    | Huang Taj-csi                                  | 皇太極                                         | Wéndì                                          | Ven-ti                                         | 文帝                                           | Tàizōng                                        | Taj-cung                                       | 太宗                                           | Tiāncōng                                       | Tien-cong                                      | 天聰                                           | 1592.11.28.–1643.9.21.                         | 1626–1636                                      | Fia.                                           |
| Csing (Qīng) (清) 1636–1912                    |                                                |                                                |                                                |                                                |                                                |                                                |                                                |                                                |                                                |                                                |                                                |                                                |                                                |                                                |                                                |
| –                                              | Huáng Tàijí                                    | Huang Taj-csi                                  | Huang Taj-csi                                  | Huang Taj-csi                                  | Huang Taj-csi                                  | Huang Taj-csi                                  | Huang Taj-csi                                  | Huang Taj-csi                                  | Huang Taj-csi                                  | Huang Taj-csi                                  | Huang Taj-csi                                  | Huang Taj-csi                                  | ld. fent                                       | 1636–1643.9.21.                                |                                                |
| 1.                                             | Fúlín                                          | Fu-lin                                         | 福臨                                           | Zhāngdì                                        | Csang-ti                                       | 章帝                                           | Shìzǔ                                          | Si-cu                                          | 世祖                                           | Shùnzhì                                        | Sun-cse                                        | 順治                                           | 1638.3.15.–1661.2.5.                           | 1643.10.1–1661.2.5.                            | Fia.                                           |
| 2.                                             | Xuányè                                         | Hszüan-je                                      | 玄燁                                           | Réndì                                          | Zsen-ti                                        | 仁帝                                           | Shèngzǔ                                        | Seng-cu                                        | 聖祖                                           | Kāngxī                                         | Kang-hszi                                      | 康熙                                           | 1654.5.4.–1722.12.20.                          | 1661.2.18–1722.12.20.                          | Fia.                                           |
| 3.                                             | Yìnzhēn                                        | Jin-csen                                       | 胤禛                                           | Xiàndì                                         | Hszien-ti                                      | 憲帝                                           | Shìzōng                                        | Si-cung                                        | 世宗                                           | Yōngzhèng                                      | Jung-cseng                                     | 雍正                                           | 1678.12.13.–1735.10.8.                         | 1722.12.20.–1735.10.8.                         | Fia.                                           |
| 4.                                             | Hónglì                                         | Hung-li                                        | 弘曆                                           | Chúndì                                         | Csun-ti                                        | 純帝                                           | Gāozōng                                        | Kao-cung                                       | 高宗                                           | Qiánlóng                                       | Csien-lung                                     | 乾隆                                           | 1711.9.25.–1799.2.7.                           | 1735.10.8–1796.2.9.                            | Fia.                                           |
| 5.                                             | Yóngyǎn                                        | Jung-jen                                       | 顒琰                                           | Ruìdì                                          | Zsuj-ti                                        | 睿帝                                           | Rénzōng                                        | Zsen-cung                                      | 仁宗                                           | Jiāqìng                                        | Csia-csing                                     | 嘉慶                                           | 1760.11.13.–1820.9.2.                          | 1796.1.1–1820.9.2.                             | Fia.                                           |
| 6.                                             | Mínníng                                        | Min-ning                                       | 旻寧                                           | Chéngdì                                        | Cseng-ti                                       | 成帝                                           | Xuānzōng                                       | Hszüan-cung                                    | 宣宗                                           | Dàoguāng                                       | Tao-kuang                                      | 道光                                           | 1782.9.16.–1850.2.25.                          | 1820.7.18–1850.2.25.                           | Fia.                                           |
| 7.                                             | Yìzhǔ                                          | Ji-csu                                         | 奕詝                                           | Xiǎndì                                         | Hszien-ti                                      | 顯帝                                           | Wénzōng                                        | Ven-cung                                       | 文宗                                           | Xiánfēng                                       | Hszien-feng                                    | 咸豐                                           | 1831.7.17.–1861.8.22.                          | 1850.3.29–1861.8.22.                           | Fia.                                           |
| 8.                                             | Zǎichún                                        | Caj-csun                                       | 載淳                                           | Yìdì                                           | Ji-ti                                          | 毅帝                                           | Mùzōng                                         | Mu-cung                                        | 穆宗                                           | Tóngzhì                                        | Tung-cse                                       | 同治                                           | 1856.4.27.–1875.1.12.                          | 1861.7.16–1875.1.12.                           | Fia.                                           |
| 9.                                             | Zǎitián                                        | Caj-tien                                       | 載湉                                           | Jǐngdì                                         | Csing-ti                                       | 景帝                                           | Dézōng                                         | Tö-cung                                        | 德宗                                           | Guāngxù                                        | Kuang-hszü                                     | 光緒                                           | 1871.8.14.–1908.11.14.                         | 1875.2.25–1908.11.14.                          | Unokatestvére.                                 |
| 10.                                            | Pǔyí                                           | Pu Ji                                          | 溥儀                                           | Xùndì                                          | Hszün-ti                                       | 遜帝                                           | Gongzōng                                       | Kung-cung                                      | 恭宗                                           | Xuāntǒng                                       | Hszüan-tung                                    | 宣統                                           | 1906.2.7.–1967.10.17.                          | 1908.12.2–1912.2.12.                           | Unokaöccse.                                    |

## Tajping-felkelés (1851–1864)
| személynév       | személynév        | személynév | uralkodónév | uralkodónév | uralkodónév | idő       |
| pinjin           | magyaros          | kínai      | pinjin      | magyaros    | kínai       | idő       |
| ---------------- | ----------------- | ---------- | ----------- | ----------- | ----------- | --------- |
| Hóng Xiù Xián    | Hung Hsziu-hszien | 洪秀全     | Yuán Nián   | Jüan Nien   | 元年        | 1851–1864 |
| Hóng Tiān Guì Fú | Hung-tien Kuj-fu  | 洪天貴福   |             |             |             | 1864      |

## Kínai Császárság (1915–1916)
| személynév  | személynév  | személynév | uralkodónév | uralkodónév | uralkodónév | idő                                    |
| pinjin      | magyaros    | kínai      | pinjin      | magyaros    | kínai       | idő                                    |
| ----------- | ----------- | ---------- | ----------- | ----------- | ----------- | -------------------------------------- |
| Yuan Shikai | Jüan Si-kaj | 袁世凱     | Hóngxiàn    | Hung Hszien | 洪憲        | 1915. december 11. – 1916. március 22. |